# StarCraft II: Wings of Liberty
StarCraft II: Wings of Liberty (lub krócej StarCraft II) – strategia czasu rzeczywistego z elementami gry zręcznościowej, umieszczona w realiach science fiction, opracowana i wydana przez studio Blizzard Entertainment dla systemów operacyjnych Microsoft Windows i Mac OS X. Jest to sequel wielokrotnie nagradzanej gry o nazwie StarCraft i jej dodatku z 1998 roku. Wydany 27 lipca 2010 roku.
Początkowo wizja wydania gry bazowała tylko na jednym tytule, który miał zawierać kampanię dla każdej z ras, jednak na BlizzConie w 2008 roku Blizzard ogłosił, iż gra zostanie wydana jako trylogia. W wyniku tego gra została podzielona na trzy części: podstawową wersję Wings of Liberty oraz dwa pakiety rozszerzeń: wydane w 2013 roku Heart of the Swarm (od 2015 samodzielny dodatek) i wydane 2015 roku Legacy of the Void, który został udostępniony jako samodzielna gra.
Gra rozgrywa się w XXV wieku w odległej części galaktyki Drogi Mlecznej, zwanej sektorem Koprulu i toczy się wokół trzech gatunków: terran, ludzkich zesłańców (opozycjonistów i malkontentów, uznanych przez rząd za zbędnych) z Ziemi; zergów, rasy będącej mieszanką gatunków rozwijających się na drodze adaptacji i mutacji i protosów, gatunku o potężnych zdolnościach psionicznych i wysoce zaawansowanej technologii. Wings of Liberty skupia się przede wszystkim na rasie terran, podczas gdy rozszerzenia Heart of the Swarm i Legacy of the Void koncentrują się odpowiednio na zergach i protosach. Akcja gry ma miejsce cztery lata po wydarzeniach ze StarCraft: Brood War i kontynuuje działania Jamesa „Jima” Raynora, prowadzącego grupę rebeliantów przeciwko autokratycznemu Dominium Terran. Gra zawiera zarówno nowe, jak i powracające postacie oraz lokacje z oryginalnej gry.
Gra spotkała się z bardzo pozytywnymi recenzjami od krytyków, otrzymując łączny wynik 93% od Metacritic. Podobnie jak poprzednia część, StarCraft II był chwalony za prowadzenie rozgrywki, jak również za wprowadzenie nowych elementów oraz poprawę przedstawiania historii. Jednak krytyka skierowała swoje niezadowolenie na funkcje, które istniały w oryginalnej grze StarCraft, lecz zostały usunięte w drugiej części, takie jak: brak możliwości gry przez sieć LAN czy decyzja o podzieleniu gry wieloosobowej na regiony. W chwili wydania, StarCraft II stał się najszybciej sprzedającą się grą RTS wszech czasów; w ciągu pierwszego miesiąca sprzedaży, gra rozeszła się w liczbie 3 milionów egzemplarzy na całym świecie. W listopadzie 2012 sprzedaż przekroczyła 6 milionów sztuk.
Podczas BlizzCon 2017 ogłoszono, że StarCraft II będzie dostępny w modelu bezpłatnego dostępu, czyli free-to-play. W wyniku tego od 14 listopada 2017 kampania Wings of Liberty, pełny tryb wieloosobowy i dowódcy w trybie współpracy są dostępni za darmo. Ponadto Blizzard wspiera grę za pomocą mikrotransakcji dzięki sprzedaży skórek dla jednostek, dowódców kooperacyjnych, komentatorów oraz Łupów wojennych (wsparcie dla e-sportu).

## Rozgrywka

### Mechanika
Główna rozgrywka, tak jak w poprzedzającym StarCrafcie, opiera się głównie na zdobywaniu zasobów, budowie bazy i armii. Zebrane zasoby gracz wykorzystuje do tworzenia różnych konstrukcji, które następnie będą mogły tworzyć i ulepszać jednostki – limit jednostek wynosi 200. W grze jest dostępny zarówno tryb gry jednoosobowej (kampania, wyzwania oraz gra przeciwko SI), jak i wieloosobowej, gdzie można rozegrać mecze ligowe (od 1vs1 do 4vs4), FFA oraz wspólnie przeciwko SI. W trybie jednoosobowym gra posiada cztery poziomy trudności AI: niski, normalny, wysoki i brutalny (ok. 2009 roku było sześć poziomów trudności: bardzo łatwy, łatwy, średni, trudny, bardzo trudny i szalony).

### Gra jednoosobowa
W StarCraft II ma miejsce powrót trzech gatunków z oryginalnej gry: protosów, terran i zergów. Plotki o dodaniu czwartej strony konfliktu zostały przez Blizzard zdementowane. Aspekt gry dla pojedynczego gracza w StarCraft II także został zmieniony w znaczący sposób od wersji z oryginalnej gry. Kampania terran pokazana na BlizzConie 2007 zastępuje pokój odpraw z oryginalnego StarCrafta na interaktywną wersję krążownika Hyperion z Jimem Raynorem, przenikliwym i dużo pijącym kapitanem najemników, jako postacią centralną. Jest to odejście od poprzednich gier Blizzarda, zaś kampania jest nieliniowa, z Raynorem podejmującym się wszelkiej pracy, aby zarobić i wykorzystać pieniądze na zakup dodatkowych jednostek i ulepszeń. Pomimo że podjęte podczas kampanii decyzje będą się różnić, to końcowy wynik i tak zostaje spójnie wprowadzony do fabuły liniowej. Wiceprezes Rob Pardo podkreślił, że każda kampania będzie działać w bardzo różny sposób. Kampania terran w Wings of Liberty posiada styl kampanii najemników, gdzie Jim Raynor i jego rebelianci wykonują misje za gotówkę. Drugie wydanie, czyli kampania zergów Heart of the Swarm, będzie miała elementy RPG. Gracz będzie kierował Królową Ostrzy, Kerrigan, w całej misji. W ostatnim rozszerzeniu, w kampanii protosów Legacy of the Void, Hierarcha Protosów Artanis, będzie zajmował się dyplomacją pomiędzy szczepami protosów, w celu zakupu jednostek i technologii do każdej kolejnej misji. Każda kampania ma około 20–30 misji. Wings of Liberty ma kampanię składającą się łącznie 29 misji. 26 zadań to kampania, w której podejmujemy odpowiednie decyzje dotyczące rozgrywki, zaś 3 są związane z wyborem alternatywnych rozwiązań dla fabuły. Ponadto 4 misje to minikampania protosów, która opowiada o wspomnieniach Zeratula i daje graczowi możliwość zagrania ową rasą. Jest też jedna tajna misja o nazwie „Piercing Shroud”, którą można odblokować w zadaniu „Media Blitz”.
Główny projektant Dustin Browder omówił w Shacknews niektóre unikalne misje, zawarte w kampanii Wings of Liberty. W jednej z nich pole bitwy jest co pięć minut zalewane przez podnoszącą się lawę, zmuszając tym samym gracza do przeniesienia jednostek na wyższy teren lub oglądania jak zostają zniszczone. W kolejnej misji, jednostki wroga atakują gracza tylko w nocy. Ostatnią omówioną przez Browdera była misja, w której gracz stara się wpływać na losy walki z AI, kontrolując tylko pojedynczego „spectre” (pl. widmo). Misje dla pojedynczego gracza będą wysoce konfigurowalne i wykorzystane w StarCraft II w Community Zone. Między zadaniami, gracze mogą wybierać jednostki, budynki oraz ulepszenia, które nie są dostępne podczas gry w trybie wieloosobowym.

### Gra wieloosobowa
StarCraft II skupia się w większym stopniu na trybie gry wieloosobowej. Dzięki temu powstała całkiem nowa platforma Battle.net, pozwalająca na łatwiejsze organizowanie meczów i szybszy dobór graczy do nich. Zmieniono również system drabinek i ulepszono inne aspekty gry, aby granie w sieci było bardziej przystępne. Ponadto Blizzard stwierdził, że StarCraft II jest przeznaczony dla osób początkujących i średnio zaawansowanych, jak również graczy na poziomie eksperckim. Tryb gry wieloosobowej jest dostępny za darmo, jednak z pewnymi ograniczeniami.
Gra została ustawiona tak, aby mogło w nią grać maksymalnie ośmiu graczy. Liczba graczy w grach niestandardowych wynosi również osiem graczy, ale Blizzard „celuje” w liczbę 12 lub więcej. Ponadto jest 16 wolnych slotów podczas organizowania gry – osiem z nich może być wypełnione przez graczy, reszta przez obserwatorów. Do 12 graczy może grać w grze dowolnej.
Gra wieloosobowa została podzielona na trzy regiony (początkowo cztery regiony):
- europejski – dla graczy Unii Europejskiej, Europy Wschodniej, Rosji, Afryki i Bliskiego Wschodu (m.in. Izraela i Zjednoczonych Emiratów Arabskich),
- amerykański – dla graczy Ameryki Północnej i Ameryki Łacińskiej, Ameryki Południowej oraz Australii i Nowej Zelandii,
- azjatycki (wcześniej koreańsko-tajwański i południowo-wschodnio azjatycki) – dla graczy Korei Południowej oraz z regionów Tajwanu, Hongkongu i Makau.

### Jednostki
StarCraft II: Wings of Liberty ma zbliżoną liczbę jednostek w porównaniu do oryginalnej gry, z których część została przeniesiona (jak np. marine (terranie), zergling (zergowie), zealot (protosi)). Niektóre powracające jednostki dostały nowe zdolności (np. zergling może ewoluować do nowej jednostki baneling), marine otrzymał tarczę (w tradycyjnym znaczeniu tego słowa, nie podobną do tarczy protosów), natomiast zealot dostał umiejętność „szarża” (charge), pozwalającą na szybkie dotarcie do pobliskich wrogów – jest to ulepszenie szybkości oryginału. Inne jednostki zostały zastąpione nowymi lub usunięte w całości, m.in. scout, myśliwiec protosów ze StarCrafta został zastąpiony przez nową jednostkę phoenix. Inne zmiany w konstrukcji jednostek zostały zainspirowane wydarzeniami zawartymi w StarCrafcie i dodatku Brood War. W ten sposób zastąpiono stare wersje jednostek nowymi, z pozmienianymi nazwami oraz nowymi atrybutami i umiejętnościami.
Jednostki w StarCraft II posiadają nowe możliwości, w porównaniu do oryginału, które zachęcają graczy do bardziej skomplikowanych interakcji ze środowiskiem gry. Wśród nich znajdują się jednostki, które potrafią pokonać różne poziomy terenu (reaper, colossus) lub mają zdolość do teleportacji na krótkich dystansach (stalker). Niektóre jednostki protosów mogą zostać przemieszczone w pobliże pylonów za pomocą warp gate (ulepszenie gateway) lub nową jednostkę phase prism. Kampania StarCraft II posiada również jednostki dostępne wyłącznie w niej, które nie są dostępne w trybie wieloosobowym. W większości są to jednostki, które zostały „zezłomowane” podczas rozwoju gry, takie jak np. terran diamondback, jak również jednostki powracające z oryginalnego StarCrafta, takie jak: terran wraith, goliath czy vulture. W kampanii występują również jednostki najemnicze, które są zmodyfikowanymi wersjami podstawowych egzemplarzy i mające zwiększone atrybuty, takie jak zdrowie i zadawane obrażenia.

### Edytor
StarCraft II Editor (ok. 2010 roku używano również nazwy Galaxy Map Editor) jest edytorem kampanii, map i modyfikacji do StarCraft II, który jest dołączany do wszystkich wersji klienta gry (wcześniej nazywany był Campaign Editor). Jest bardziej zaawansowany niż StarEdit ze StarCrafta i World Editor z Warcrafta III, przeznaczony do tworzenia własnych map oraz kampanii. Do edytora został dołączony również Startools, zestaw narzędzi, pozwalający projektować i tworzyć elementy ozdobne. Jako pierwszy edytor Blizzarda posiada wbudowaną funkcję, umożliwiającą tworzenie modyfikacji do gry. Zaktualizowano również umiejętności i jednostki będące w oryginalnym StarCrafcie, które nie zostały wykorzystane w trybie potyczki i gry wieloosobowej. W edytorze znalazły się również modele i jednostki, które zostały „zezłomowane” (nieużyte) w procesie rozwoju gry (włączając w to jednostki będące żartem Blizzarda na 1 kwietnia, takie jak: tauren marine i terratron). Niektóre jednostki z trybu jednoosobowego również dodano do edytora. W przeciwieństwie do poprzednich edytorów wydanych przez Blizzard, jest to pierwszy, który posiada funkcję połączenia się z internetem, aby użytkownik miał możliwość publikacji swoich map, ich wyszukiwania oraz aktywacji online klienta edytora.
Chris Sigaty, główny producent gry, stwierdził również, że Galaxy Editor daje graczom możliwość tworzenia gier RPG, jednostek typu Hero i struktury przypominające te z Warcrafta III. Na BlizzCon 2009, Blizzard pokazał budowę Edytora StarCraft II oraz zaprezentował jego umiejętności, takie jak możliwość dostosowania interfejsu użytkownika w celu włączenia funkcji, takich jak system przedmiotów z Warcraft III. Ostatnia wersja edytora miała posiadać również możliwość robienia misji w perspektywie trzeciej osoby.
StarCraft II Editor udostępniono podczas pierwszej fazy beta testów gry, gdy został dodany w jednym z patchy w kwietniu 2010 roku. Zaś z rozpoczęciem fazy drugiej testów, edytor został zaktualizowany o pozostałe i nowe opcje.
Odnotowano dużą liczbę osób wśród społeczności StarCrafta II, które tworzyły swoje mapy korzystając z Galaxy Editor. Społeczność tworzyła m.in. strzelanki w perspektywie pierwszej osoby, gry RPG, tower defense, gry typu MOBA, gry sportowe, platformówki itd. Baza danych map jest stale aktualizowana, gdyż coraz więcej twórców map wymyśla swoje własne mody dla społeczności.
Blizzard również zmienił sposób, w jaki mapy niestandardowe zostają rozdzielone. Zamiast rozpoczynać grę z lokalnych plików gry, użytkownicy mogą teraz tworzyć i dołączać do gier za pomocą map, które zostały opublikowane na platformie Battle.net. Użytkownicy mają ograniczone miejsce na publikowane mapy i mody na Battle.net, gdyż wynosi one 30 MB pamięci. Edytor oferuje znacznie więcej niż oryginalny StarEdit ze StarCrafta w zakresie dostosowywania rozgrywki. Istnieją obawy, że ograniczenie publikacji na Battle.net nie pozwoli na dużą liczbę niestandardowych map lub ich ogólną dostępność, chyba że poprzez zewnętrzne narzędzia do publikowania map.
Głównym i zarazem nowym dodatkiem do edytora miał być tzw. „StarCraft II Marketplace” (pl. Targowisko), gdzie mapy o wysokiej jakości mogły zostać sprzedawane za niewielką opłatę jako tzw. „mapy premium” na Battle.net. Dustin Browder powiedział, że nawet mapy DotA (Defense of the Ancients) w Warcraft III, tworzone przez graczy mogą nie spełniać wymagań jakościowych, aby mogły zostać oznaczone jako „mapa premium”. Początkowo data wprowadzenia Targowiska do gry była przewidywana w okolicach premiery pierwszego dodatku do gry, Heart of the Swarm, jednak dopiero 24 kwietnia 2018 roku wprowadzono tzw. „zawartość premium” do gry, gdzie znajdują się płatne mody wysokiej jakości.

## Streszczenie

### Postacie i ustawienie
Fabuła kampanii StarCraft II rozgrywa się cztery lata po wydarzeniach ze StarCraft: Brood War, zaś podczas niej spotykamy bohaterów powracających z oryginalnej serii, m.in. Zeratula, Arcturusa Mengska, Artanisa, Sarah Kerrigan i Jima Raynora oraz kilka nowych postaci takich, jak: Tychus Findlay czy Selendis. Gracze mają także możliwość powrotu na światy z oryginalnej gry, takie jak: Char, Mar Sara, Tarsonis czy Braxis, ale również poznać nowe światy, jak planeta z wielkimi dżunglami, Bel’Shir. Potwierdzono również, że xel’naga, starożytna rasa kosmiczna, odpowiedzialna za stworzenie protosów i zergów, będzie odgrywała znaczącą rolę w historii Wings of Liberty.

### Tło wydarzeń
Na zakończenie Brood War po zagładzie sił ekspedycyjnych Dyrektoriatu Zjednoczonej Ziemi, pokonaniu Dominium Terran i po najechaniu ojczystej planety protosów, Aiur, Kerrigan i jej zergi stały się dominującą siłą w sektorze Koprulu. Jednak po zakończeniu wojny szczepów, Kerrigan, mimo że posiadała wystarczającą moc, aby zniszczyć wszystkie punkty oporu w sektorze Koprulu, wycofała się na planetę Char. W ciągu kolejnych czterech lat, nikt nie widział ani nie słyszał o Królowej Ostrzy i jej zergach, chociaż jej ostateczny atak mógł nadejść w każdej chwili.
W międzyczasie Arcturus Mengsk postanawia odbudować potęgę Dominium i umocnić jego siłę, odpierając tym samym napór konkurencyjnych grup terran takich jak izolacjonistyczny Kombinat Kel-Moriański i przeciwny doktrynie Mengska Protektorat Umojański. Valerian Mengsk, postać wprowadzona w powieści Firstborn, odgrywa ważną rolę w polityce Dominium, ze względu na jego pozycję jako następcy tronu. Tymczasem Jim Raynor, odgrywający ważną rolę w wydarzeniach ze StarCrafta i Brood War, został zmarginalizowany przez media, będące pod kontrolą Dominium. Jego rola poprzez propagandę Mengska została zredukowana do statusu najemnika, który jak wykazano, robi interesy z Fundacją Moebiusa, nową frakcją, która jest zainteresowana starożytnymi artefaktami xel’naga. Chris Metzen, wiceprezes Blizzarda, podkreślił, że przez wydarzenia ze StarCrafta II, Raynor stał się zmęczonym i rozgoryczonym człowiekiem, wykorzystanym i zdradzonym przez Arcturusa Mengska. Inne nowe postacie wprowadzone do serii to Tychus Findlay, marine będący członkiem załogi i bliskim przyjacielem Raynora, który po raz pierwszy pojawił się w zwiastunie filmowym StarCraft II. Kolejną nową postacią jest Matt Horner, zastępca Raynora, postać przedstawiona w powieści Queen of Blades.
Po upadku Aiur i śmierci ich matriarchini Raszagal, protosi wycofali się na planetę mrocznych templariuszy, Shakuras. Tam Artanis, były uczeń Tassadara, stara się zjednoczyć protoów, w tym Khalaitów i mrocznych templariuszy (Nerazimów), którzy prawie oddzielili się od siebie w plemiennej mentalności, w wyniku wielowiekowej nieufności. Zeratul, nękany przez morderstwo swojej matriarchini, zniknął, aby szukać wskazówek do znaczenia tajemniczego oświadczenia Samira Durana w odniesieniu do hybrydy protosa i zerga w tajnej misji „Dark Origin” w Brood War.

### Fabuła
Cztery lata po Brood War, Dominium Terran jest ponownie dominującą siłą w sektorze Koprulu. Z nieznanych powodów, Kerrigan zebrała rój na planecie Char i zniknęła z pola widzenia. Po odejściu zergów, protosi po raz kolejny przyjęli bierną rolę w galaktyce. Natomiast Jim Raynor stworzył rewolucyjną grupę o nazwie Rekieterzy Raynora (w ang. Raynor's Raiders) w celu obalenia Imperatora Arcturusa Mengska. Jednak Mengsk rozpoczął masową oszczerczą kampanię medialną przeciwko Raynorowi, ukazując go jako terrorystę.
Na Mar Sara, Raynor spotyka starego przyjaciela Tychusa Findlaya. Razem wyzwalają lokalnych mieszkańców spod kontroli Dominium, a także odkrywają, że Dominium odnalazło fragment starożytnego artefaktu xel’naga. Jim i Tychus przechwytują w końcu artefakt, który zgodnie z umową mogą sprzedać organizacji naukowej o nazwie Fundacja Moebiusa (ang. Moebius Foundation), w celu sfinansowania ich wojny z Dominium. Podczas przygotowań do ucieczki z Mar Sara, Rekieterzy zostają zaatakowani przez zergi i zmuszeni są do utrzymania swojej pozycja do czasu, aż przybędzie im na ratunek krążownik Hyperion, dowodzony przez Matta Hornera. Wkrótce odkrywają, że inne planety również zostały zaatakowane przez Rój Zergów, który był prowadzony przez Królową Ostrzy. W tym momencie gracz może zdecydować się na podjęcie misji pobocznych, które koncentrują się na historii innych bohaterów: dr Ariel Hanson i Gabriela Tosha.
Rekieterzy otrzymują wezwanie pomocy od dr Ariel Hanson z planety Agria. Raynor prowadzi swój zespół, aby pomóc dr Hanson przemieścić uchodźców z Agrii, którzy wycofali się podczas ataku zergów. Po przybyciu na planetę Haven, odkryli, że ludzie tam przebywający zostali zainfekowani. Dr Hanson proponuje, że może spróbować znaleźć lekarstwo na infekcję zergów. Wkrótce jednak, Raynor jest na rozdrożu między dr Hanson i protosami, którzy przybyli w celu próby oczyszczenia planety z zarażonych. Rekieterzy wykonują również szereg misji, zlecanych przez Gabriela Tosha, podczas których Raynor pomaga mu zbierać jorium i terrazyt, surowce potrzebne do szkolenia widm, na dwóch różnych planetach (Jorium na Czerwonej Skale III, zaś terrazyt na tal'darimskiej Bel'Shir). Po tym, Rekieterzy odbierają transmisję od ducha imieniem Nova, która próbuje poinformować Raynora o prawdziwym pochodzeniu Tosha i jego widm. Przy końcowej misji pobocznej, Raynor znów staje przed wyborem, komu ma pomóc: Novie czy Toshowi. Dany wybór pozwala Jimowi na uzyskanie odpowiednio technologii duchów lub widm.
Następnie Matt Horner organizuje szereg misji, mających na celu uderzenie w Dominium. Na zniszczonej planecie Tarsonis, Rekietrzy odzyskują starego Adiutanta Konfederacji, który posiada zarejestrowaną transmisje potwierdzającą, że to Mengsk był odpowiedzialny za atak zergów na ów świat. Po tym Raynor uderza na siedzibę UNN na Korhalu i przekazuje komunikat o zbrodni Imperatora na całe Dominium, powodując ogromny skandal i podżega tym samym do zamieszek przeciwko rządom Dominium. Po ucieczce z Mar Sara, Raynor i Tychus dokonują kolejnych najazdów na kilka planet, aby zebrać znajdujące się tam fragmenty artefaktu xel’naga, dla Fundacji Moebiusa. W międzyczasie Horner przestaje ufać Tychusowi i rozpoczyna dochodzenie w jego sprawie. Po czym mówi Raynorowi, że kombinezon Findlaya jest połączony z jego narządami wewnętrznymi, który w razie przypadku ma wyłączyć jego funkcje życiowe. Matt stwierdza tym samym, że Tychus coś przed nimi ukrywa.
W pewnym momencie, gdy Rekieterzy zdobywają więcej artefaktów, na pokładzie Hyperiona zjawia się Mroczny Prałat Zeratul i daje Raynorowi kryształ Ihan, zawierający jego wspomnienia, proroctwo xel’naga oraz wizję przyszłości. Gdy Jim patrzy w kryształ, widzi jak Zeratul poszukuje proroctwa o gatunku pół-protosa i pół-zerga, które odkrył w obiekcie inżynierii genetycznej cztery lata wcześniej. Następnie zmierza on do dwóch światów w celu poszukiwania odpowiedzi o sens proroctwa i na jednym z nich walczy z hybrydą protosa i zerga. Następnie Zeratul powraca na Aiur, aby odczytać wspomnienia znajdujące się w zmarłej Naświadomości zergów. Jednak na swojej drodze spotyka ducha Tassadara, który dzieli się z Mrocznym Templariuszem apokaliptyczną wizją przyszłości, którą odkryła swego czasu Nadświadomość. Raynor po zobaczeniu wizji, został również poinformowany przez Zeratula, poprzez kryształ, że Kerrigan musi być chroniona, jeśli wszechświat ma przetrwać.
Po zebraniu ostatnich fragmentów artefaktów, siły Raynora zauważyły okręty Dominium w umówionym wcześniej miejscu spotkania z Fundacją Moebiusa. Na czele armady stoi sam Bucefał, okręt flagowy Arcturusa. Okazuje się jednak, że na pokładzie nie ma Arcturusa, a zamiast tego na mostku jest Valerian Mengsk, jego syn, który jest właścicielem Fundacji Moebiusa i księciem koronnym (następcą tronu) Dominium Terran. Młodzieniec zwraca się do Raynora, aby pomógł mu w inwazji na planetę Char oraz użyć artefaktu w celu przywrócenia Królowej Ostrzy ludzkiej postaci oraz osłabienia zergów. Mimo początkowej konsternacji załogi, Jim przystaje na tę propozycję.
Po zdobyciu ostatniej części artefaktu ma miejsce inwazja na Char. Dominium i flota Rekieterów docierając nad Char, lecz armada zostaje zaskoczona przez atak prewencyjny ze strony zergów, aczkolwiek Raynorowi udaje się zapewnić przyczółek na Char oraz zbiera ocalałe siły Dominium, które przetrwały atak Roju. Następnie połączone siły terran zmierzają do głównego ula na planecie. Artefakt ostatecznie osiąga pełną moc i zostaje aktywowany, niszcząc przy tym wszystkie zergi w promieniu jego wybuchu. Niedługo potem zespół Raynora znajduje Kerrigan, przywróconą do ludzkiej postaci, jednak Tychus ujawnia, że zawarł potajemny pakt z Arcturusem Mengskiem, handlując życie Kerrigan za własną wolność. Jim broni Sarę przed próbą zabicia jej, strzelając do Tychusa, po wcześniejszym zniwelowaniu jego ataku, w rezultacie czego skazaniec ponosi śmierć. Ostateczna scena pokazuje Raynora, niosącego nagą Sarę Kerrigan w swoich ramionach, po polu bitwy.

### Obsada
Angielska wersja StarCraft II posiada kilku nowych, jak i powracających aktorów. Dyrektorem od głosów w grze jest Andrea Romano. Wynajęto ponad 58 aktorów, aby udzielili głosu wielu bohaterom. W polskiej wersji językowej gry wykorzystano głosy polskich aktorów, wśród których można usłyszeć m.in. Krzysztofa Banaszyka czy Jarosława Boberka.
| Postać                                          | Wersja angielska      | Wersja polska          |
| ----------------------------------------------- | --------------------- | ---------------------- |
| James Eugene „Jim” Raynor                       | Robert Clotworthy     | Krzysztof Banaszyk     |
| Tychus J. Findlay                               | Neil Kaplan           | Jacek Mikołajczak      |
| Dr. Ariel Hanson                                | Ali Hillis            | Agata Gawrońska-Bauman |
| Matthew „Matt” Horner                           | Brian Bloom           | Grzegorz Małecki       |
| Gabriel Tosh                                    | Dave Fennoy           | Piotr Bąk              |
| Imperator Arcturus Mengsk I                     | James Harper          | Andrzej Blumenfeld     |
| Królowa Ostrzy Sarah Louise Kerrigan            | Tricia Helfer         | Zofia Zborowska        |
| Mroczny Prałat Zeratul                          | Fred Tatasciore       | Sławomir Orzechowski   |
| Rory Swann                                      | Fred Tatasciore       | Mirosław Zbrojewicz    |
| Książę Valerian Mengsk                          | Josh Keaton           | Sebastian Cybulski     |
| Generał Horace Warfield                         | Gary Anthony Williams | Robert Tondera         |
| Wysoki Templariusz/Egzekutor Tassadar           | Michael Dorn          | Paweł Szczesny         |
| Mohandar                                        | Armin Shimerman       | Paweł Szczesny         |
| Egon Stetmann                                   | Scott Menville        | Grzegorz Drojewski     |
| Kate Lockwell                                   | Rachael MacFarlane    | Izabella Bukowska      |
| Donny Vermillion                                | Blair Bess            | Dariusz Odija          |
| Graven Hill                                     | John Gioss            | January Brunov         |
| Mira Han (Horner)                               | Kath Soucie           | Elżbieta Jędrzejewska  |
| November Annabella „Nova” Terra (Agent X41822N) | Grey DeLisle          | Milena Suszyńska       |
| Executor Selendis                               | Cree Summer           | Milena Suszyńska       |
| Wysoki Templariusz/Hierarcha Artanis            | Patrick Seitz         | Robert Jarociński      |
| Pułkownik Orlan                                 | Adam Bitterman        | Robert Jarociński      |
| Urun                                            | Jonathan Cook         | Zbigniew Konopka       |

## Produkcja

### Zespół produkcyjny
Do produkcji gry został skierowany jeden z wewnętrznych zespołów rozwojowych Blizzard Entertainment, zwany „Team 1”. Zespół istnieje od co najmniej 1994 r. i odpowiadał m.in. za stworzenie pierwszego StarCrafta (1998), Warcrafta III (2002) oraz produkcję Heroes of the Storm. Głównym projektantem StarCraft II był Dustin Browder.
W lutym 2005 roku nad grą pracował niewielki zespół. W 2008 roku zespół zaangażowany w produkcję StarCrafta II składał się z 40 osób, w tym dwanaście z nich pracowało przy oryginalnym StarCrafcie. Zespół produkcyjny składał się z 4–5 menedżerów, 12–14 programistów, 8–10 artystów, zaś resztę stanowili projektanci. Członkowie zespołu pochodzili z Korei, Chin, Europy oraz Ameryki Północnej. Posiadał on własną wewnętrzną strukturę przywództwa. Częścią zespołu była również „para” byłych profesjonalnych graczy, która zajmowała się zagadnieniami balansu (np. w przypadku mikro-mutaliska) oraz tworzyła strategie, które mogły zostać później wykorzystane podczas gry. W czerwcu 2009 roku zespół został powiększony do 50 członków, zaś w sierpniu do 60. W 2015 roku Chris Sigaty w wywiadzie dla onet.pl stwierdził, że w produkcji StarCrafta II brało udział „trochę ponad 60 osób, ale pracujących znacznie dłużej, nad znacznie bogatszą zawartością” w porównaniu do StarCrafta.
Od września 2009 roku przy tworzeniu StarCrafta II uczestniczyło również 58 aktorów, użyczających głosy dla poszczególnych postaci z gry. Niektórzy z nich grali więcej niż jedną rolę.
| Lista głównych deweloperów | Lista głównych deweloperów |
| Pion menedżerski | Pion menedżerski |
| --- | --- |
| Frank Pearce (producent wykonawczy) Rob Pardo (dyrektor projektu) Paul Sams (dyrektor operacyjny) Chris Metzen (wiceprezes ds. twórczego rozwoju) Julia Gastaldi (dyrektor ds. komunikacji i społeczności) | |
| Projektanci | Sztuka |
| - Dustin Browder (główny projektant) - David Kim (projektant balansu) - Mike Heiberg (starszy projektant gry) - Matthew Morris (starszy projektant gry)                                                    | - Samwise Didier (dyrektor artystyczny) - Dave Bergain (główny artysta środowiska) - Brian Sousa (artysta 3D) - Allen Dilling i Trevor Jacob (starsi artyści) - Rob McNaughton (główny artysta techniczny)                              |
| Producenci | Przerywniki filmowe |
| - Chris Sigaty (główny producent) - Tony Hsu (starszy producent) - Claudio Gentilini, Kaeo Milker i Tengying Yu (producenci)                                                                               | - Nicholas Carpenter (dyrektor filmowy) - Jeff Chamberlain (dyrektor filmowy) - Scott Abeyta i Noel Wolfman (główni producenci filmowi) - Phillip Hillenbrand (producent projektowy przerywników) - Angela Blake (producent projektowy) |
| Programiści | Muzyka i dźwięk |
| - Carl Chimes (główny programista) - Bob Fitch (główny programista) - Brett Wood (starszy inżynier programowania)                                                                                          | - Russel Brower (dyrektor dźwięku) - Glenn Stafford (główny dźwiękowiec) - Jay Maguire (główny producent dźwięku) - Paul Menichini (główny projektant dźwięku w przerywnikach) - Neal Acree i Derek Duke (kompozytorzy)                 |
| Historia i wiedza | Battle.net |
| - Chris Metzen (dyrektor historii) - Andy Chambers (główny scenarzysta) - Brian Kindregan (główny scenarzysta)                                                                                             | - Greg Canessa (dyrektor projektu) - Matthew Versluys (dyrektor techniczny) - Jason Chayes (główny producent projektu) |

### Produkcja gry

#### Preprodukcja
Istnieją pewne rozbieżności co do tego, kiedy rozpoczął się rozwój StarCrafta II. Według niektórych źródeł prace koncepcyjne i preprodukcyjne nad grą rozpoczęły się w 2003 roku, wkrótce po wydaniu Warcraft III: The Frozen Throne w lipcu tegoż roku, z kolei w książce The Cinematic Art of StarCraft podano, że nad grą zaczęto dyskutować dopiero w 2005 roku. Do produkcji został skierowany wewnętrzny zespół deweloperski Blizzarda, tzw. „Team 1”, który pracował m.in. nad poprzednim StarCraftem. Pełna produkcja StarCrafta II ruszyła około 2004 roku, a prace nad nią prowadzone były w ścisłej tajemnicy pod kryptonimem „Meduza”. Następnie według Roba Pardo i Chrisa Sigaty’ego, rozwój gry został tymczasowo zawieszony w 2005 roku ze względu na przeniesienie zasobów i pracowników firmy do produkcji World of Warcraft. Zaraz po tym ponownie przystąpiono do produkcji StarCrafta II, który odtąd powstawał pod przewodnictwem starszego projektanta (później głównego projektanta) Dustina Browdera, zatrudnionego w Blizzardzie 14 marca 2005 roku. Według producenta Kaeo Milkera około lutego 2005 roku niewielki zespół rozpoczął prace nad nowym silnikiem gry. Pierwszym zadaniem było odtworzenie Brood War w Warcraft III i rozpoczęcie tworzenia prototypów SCII podczas pracy nad nowym silnikiem.
Koncepcja drugiej części polegała głównie na ponownym wyobrażeniu StarCrafta, jednak z większą ilością jednostek i zachowaniu duszy pierwowzoru. Jednak deweloperzy nie chcieli, aby liczba jednostek w każdym starciu była zbyt duża do wyboru. W końcu zdecydowano, że jeśli jednostka zostałaby przywrócona z oryginału, to inna jednostka musiałaby zostać wycięta z gry. Ponadto Blizzard projektował rasy na podstawie „fajnych jednostek”, zamiast mieć konkretne plany na poszczególne rasy. Twórcy wiedzieli, że muszą stworzyć nowe jednostki i budynki, a także dostarczyć nowe podejścia do gry każdą z ras, jednak musieli pozostać wierni podstawowym mechanikom rozgrywki. Gra została zaprojektowana głównie pod kątem konkurencyjnego, opartego na umiejętnościach e-sportu.
Dodatkową kwestią, z którą musiał się zmierzyć zespół programistów, była kwestia realizmu i skali. Jednym z powodów, dla których oryginalny StarCraft zawładnął wyobraźnią fanów, był większy konflikt na poziomie galaktycznym, o którym gra wspominała, nawet jeśli nie był on reprezentowany poza ekranami ładowania i filmami. Podczas tworzenia sequelu zespół starał się, aby proporcje były bardziej realistyczne. Zaczęli od dodania większych ultralisków oraz masywnych lotniskowców i krążowników, ale "okazało się to lepszym pomysłem w teorii niż w praktyce". Następnie poszli w przeciwnym kierunku, zmniejszając jednostki. Jednak to sprawiło, że gra stała się „niezdatna do grania”. Ostatecznie zdecydowano się na podejście "najpierw rozgrywka" i zachowano oryginalne proporcje.
Na początku produkcji gry przyglądano materiał źródłowy i sztukę z oryginalnego StarCrafta, jednak zachowało się go bardzo niewiele do tamtej pory. W wyniku tego artyści otrzymali wolną rękę, aby dokonać iteracji na oryginalnych projektach. Z kolei artysta techniczny Rob McNaughton stwierdził, że „w StarCraft początkowo zrobiliśmy wszystkie jednostki i wszystko inne w 3D, a następnie wyrenderowaliśmy je jako sprite'y. Kiedy rozpoczęliśmy pracę nad sequelem, mieliśmy już kilka modeli 3D. I, co dziwne, kończąc pracę nad Warcraftem III, umieszczaliśmy każdą pojedynczą jednostkę ze StarCrafta na silniku Warcrafta III”. Na projekt StarCrafta II silnie wpłynął wzrost znaczenia e-sportu i rywalizacja, w wyniku tego tryb wieloosobowy był gotowy do pracy, w podstawowej i prototypowej formie, na długo przed faktycznym rozpoczęciem prac projektowych nad kampanią. Chociaż historia dla gry została już napisana, to jednak SCII zaczął się rozwijać jako remake popularnej gry wieloosobowej w 3D. Ponadto stworzono technologię, aby gra obsługiwała większą liczbę jednostek 3D na ekranie, co umożliwiło artystom i innym projektantom aktualizowanie pojazdów, budynków i fragmentów krajobrazu, kawałek po kawałku.
Blizzard omawiał również możliwość dodania czwartej rasy na wczesnym etapie rozwoju gry. Jednak zespół deweloperski uznał, że ma ograniczoną liczbę rzeczy, które mogą zostać zaimplementowane do gry i chciał upewnić się, że skupiają się na najlepszych pomysłach na istniejące trzy grywalne rasy, zamiast osłabiać owe pomysły w przypadku dodania czwartej rasy. Między innymi xel'naga uznano za możliwą do gry rasę, jednak pomysł został porzucony, ponieważ w miarę rozwoju historii zdecydowano, że xel'naga będą zbyt potężni, aby być grywalną frakcją; projektant Matt Morris stwierdził, że "z punktu widzenia rozgrywki, xel'naga nigdy tak naprawdę nie było dla nas na stole". Chociaż niektóre jednostki xel'naga pojawiają się w LotV, to nie są grywalną rasą w tradycyjnym sensie, natomiast hybrydy stały się "pełnomocnikami xel'naga" w ramach kampanii. W trakcie dalszego rozwoju gry pomysł wprowadzenia czwartej rasy stał się „coraz mniej sensowny” i z kolei Zjednoczony Dyrektoriat Ziemski (UED) został uznany za „czwartą potęgę” i miał początkowo odgrywać znaczącą rolę w StarCraft II. Jednak ten element fabuły również został odrzucony, ponieważ w kontekście samego Wings of Liberty uznano, że konflikt między Dominium a Rekieterami Raynora był wystarczający bez konieczności wprowadzania UED.

#### 2007–2008: zapowiedź gry i kwestia trylogii

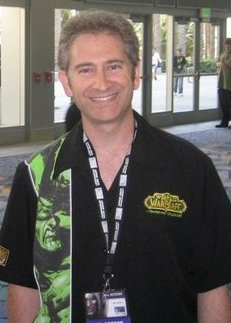
Mike Morhaime podczas BlizzConu 2007.

Pierwsze oficjalne informacje o produkcji StarCraft II postanowiono ujawnić podczas jednej z ważniejszych imprez organizowanych przez firmę. I tak produkcja gry została oficjalnie ogłoszona 19 maja 2007 roku podczas Blizzard Worldwide Invitational w Seulu, w Korei Południowej. Jak stwierdził, dyrektor Blizzarda Michael Morhaime, na 20-lecie serii: „W roku 2007 wynajęliśmy Park Olimpijski i zorganizowaliśmy międzynarodowy turniej zamknięty, skupiający się głównie na grze StarCraft. Zaprosiliśmy kilka zespołów K-popowych, jak np. Super Junior, Ivy czy Psy. Kiedy zaprezentowaliśmy filmik ze StarCraft II i zapowiedzieliśmy kolejną odsłonę serii, było to wielkie wydarzenie”. W momencie ogłoszenia gry tryb wieloosobowy był w pełni gotowy.
Od momentu ogłoszenia prac, fani również mogli w pewnym stopniu uczestniczyć w rozwoju StarCrafta II poprzez swoje opinie oraz pytania na forum i stronach fanowskich. Okresowo Blizzard Entertainment zaoferował również zainteresowanym: serię tzw. Q&A („Questions & Answers”), strony internetowe z opisem jednostek, budynków i ogólną wiedzą o grze, Podcasty (pod tytułem „BlizzCast”) oraz posty pracowników Blizzarda na oficjalnym forum. Społeczność StarCrafta II była na bieżąco informowana o wewnętrznym rozwoju gry poprzez przedstawiciela Blizzarda, używającego nicka Karune (Kevin Yu) na forum Battle.net. Karune regularnie pisał Q&A na forum, gdzie znalazły się odpowiedzi na różne pytania, zadawane przez fanów. Ponadto od czasu do czasu powstawały również tzw. „Battle Reports”, które ukazywały ostatni Alpha build StarCrafta II; były one umieszczane na oficjalnej stronie internetowej gry i dodatkowo komentowane przez głównego projektanta Dustina Browdera i członka zespołu Blizzard eSports, Roberta Simpsona.
11 lipca 2007 roku StarCraft II został zaprezentowany podczas targów E3 2007, jednak nie zaprezentowano żadnych nowych funkcji, z wyjątkiem informacji o jednostkach i budynkach protosów. Z kolei na BlizzCon 2007 zaprezentowano kampanię dla jednego gracza oraz udostępniono pierwsze publicznie dostępne demo StarCrafta II, podczas którego uczestnicy konwentu mogli wypróbować nowe jednostki i elementy rozgrywki w bitwach wieloosobowych. Dostępne do gry były rasy terran i protosów. W sierpniu 2007 roku podczas imprezy GenCon Indy ponownie można było zagrać terranami i protosami. Gra była dostępna również na konwencie Games Convention 2007 w Lipsku w Niemczech, który odbywał się w dniach 22-26 sierpnia 2007 roku. Była to pierwsza europejska prezentacja StarCrafta II, podczas której uczestnicy mogli zagrać nowymi jednostkami terran oraz grać jako terranie lub protosi w potyczkach jednoosobowych i wieloosobowych na sześciu różnych mapach.

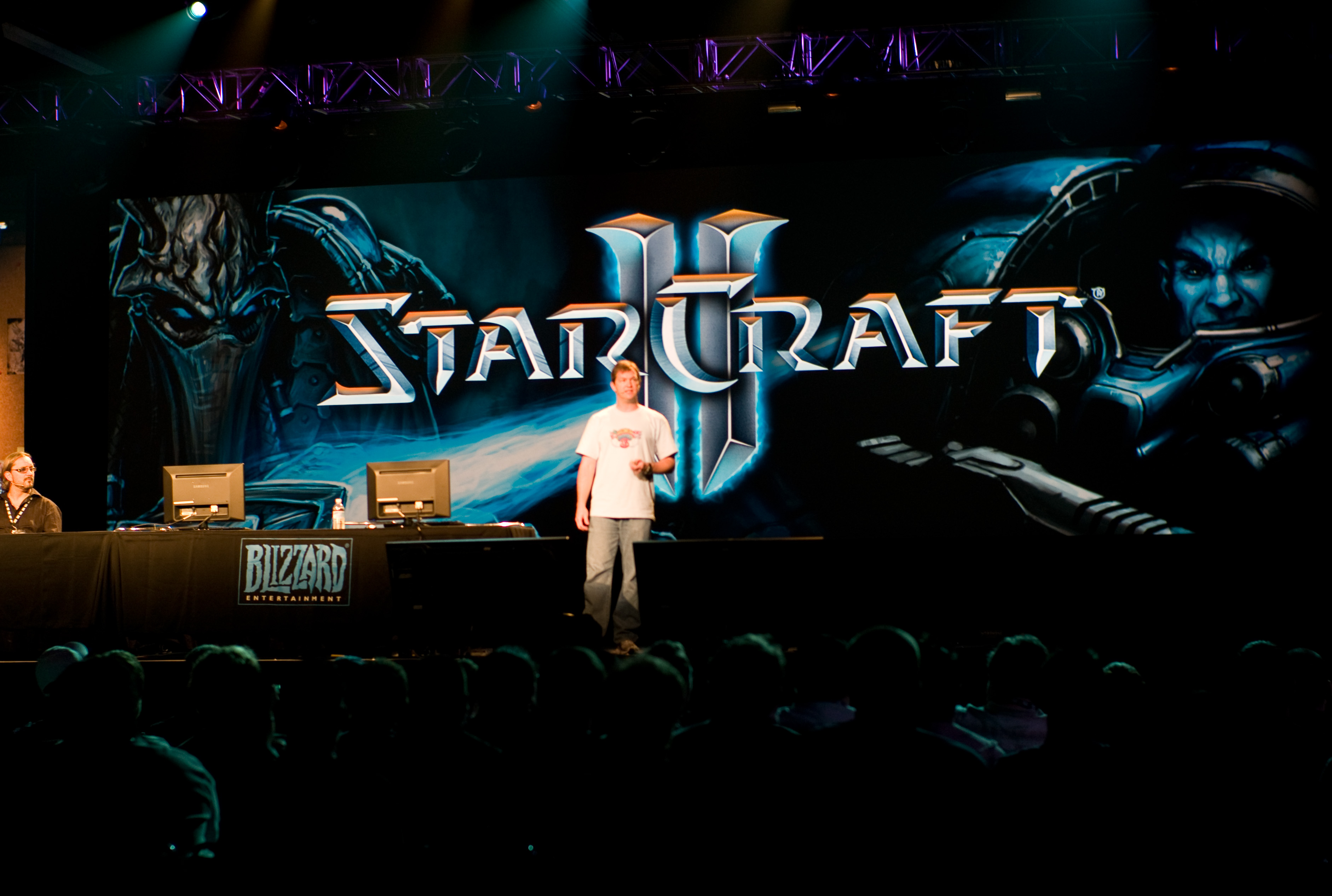
Rob Pardo prezentuje StarCraft II na BlizzCon 2008

W czerwcu 2008 roku na Blizzard Worldwide Invitational, wiceprezes Blizzarda Rob Pardo powiedział, że tworzenie kampanii zostało ukończone w ⅓. Powiedział również, że StarCraft II zostanie wydany jako trylogia gier, począwszy od Wings of Liberty, skupiającej się na terranach, a następnie powstaną: Heart of the Swarm, oscylujący wokół zergów i wreszcie Legacy of the Void, poświęcony protosom. W Blizzardzie podjęto taką decyzję ze względu na wyzwania, z jakimi borykał się zespół tworzący kampanię. Stwierdzono, że poprzez trylogię będzie można stworzyć więcej treści do kampanii, między innymi: filmy, postacie, misje, dialogi oraz inne tym podobne elementy. Ponadto każda postać będzie posiadać swoją własną historię, dialogi oraz misje. Ogólny zarys historii został stworzony jeszcze zanim zapadła decyzja o podzieleniu gry na trylogię. Natomiast fabułę w formie trylogii opracowali Chris Metzen, James Waugh oraz Jason Huck. Rob McNaughton stwierdził, że „Chris Metzen i zespół byli bardzo zainteresowani tworzeniem tej bardzo dużej, wielkiej historii. Kiedy patrzyliśmy na Warcrafta III, w którym masz tylko osiem misji Nocnych Elfów, aby opowiedzieć całą historię. To po prostu nie wystarczyło”. Decyzja o podzieleniu StarCrafta II na trzy części, nie była natychmiastową decyzją, jednak patrząc na kampanię terran i zakres projektu, podzielenie gry na trzy części uważano za najlepsze rozwiązanie. Ponadto jedną z nowości, która miała odróżnić StarCrafta II od oryginalnej gry było utworzenie ekranu odprawy. Metzen za jej pomocą chciał bardziej „ożywić” grę. Z kolei scenarzysta Andy Chambers domknął historię Wings of Liberty. Jak każdy z epizodów StarCrafta II, Wings of Liberty skupiał się na rozgrywce daną rasą, w tym przypadku byli to terranie, którzy budowali silna armię poprzez wykonywanie misji i zdobywanie punktów. Natomiast większość misji zostało zaprojektowanych w celu odzwierciedlenia, że Raynor nie miał możliwości bezpośredniej walki z Mengskiem i w wyniku tego musiał wybierać swoje bitwy taktycznie. Rob Pardo powiedział również, że historia StarCraft II została tak zaprojektowana, że do gry nie będzie wymagana jakakolwiek wiedza o uniwersum.
W sierpniu 2008 roku Frank Pearce uważał, że czwarta rasa mogłaby zostać dodana w przyszłym dodatku; stwierdził, że: „Nie mamy zasobów ani czasu, aby dodać czwartą rasę do czasu premiery StarCrafta II, ale jestem pewien, że gdy zdecydujemy się zrobić dodatek, będzie to rzecz, która zostanie przedyskutowana”. W tym samym czasie gra znajdowała się w fazie alfa lub pre-alpha. Dwa tygodnie przed BlizzConem 2008 cała firma Blizzard grała w StarCrafta II, co było ważnym kamieniem milowym dla gry. Podczas meczu ekspozycyjnego rozgrywanego na BlizzConie 2008 określono go jako wersję „alfa”, ale także jako wersję „pre-alfa”, natomiast w ramach drugiego „Battle Report” gra była w fazie alfa.

#### 2009–2010: końcowa produkcja

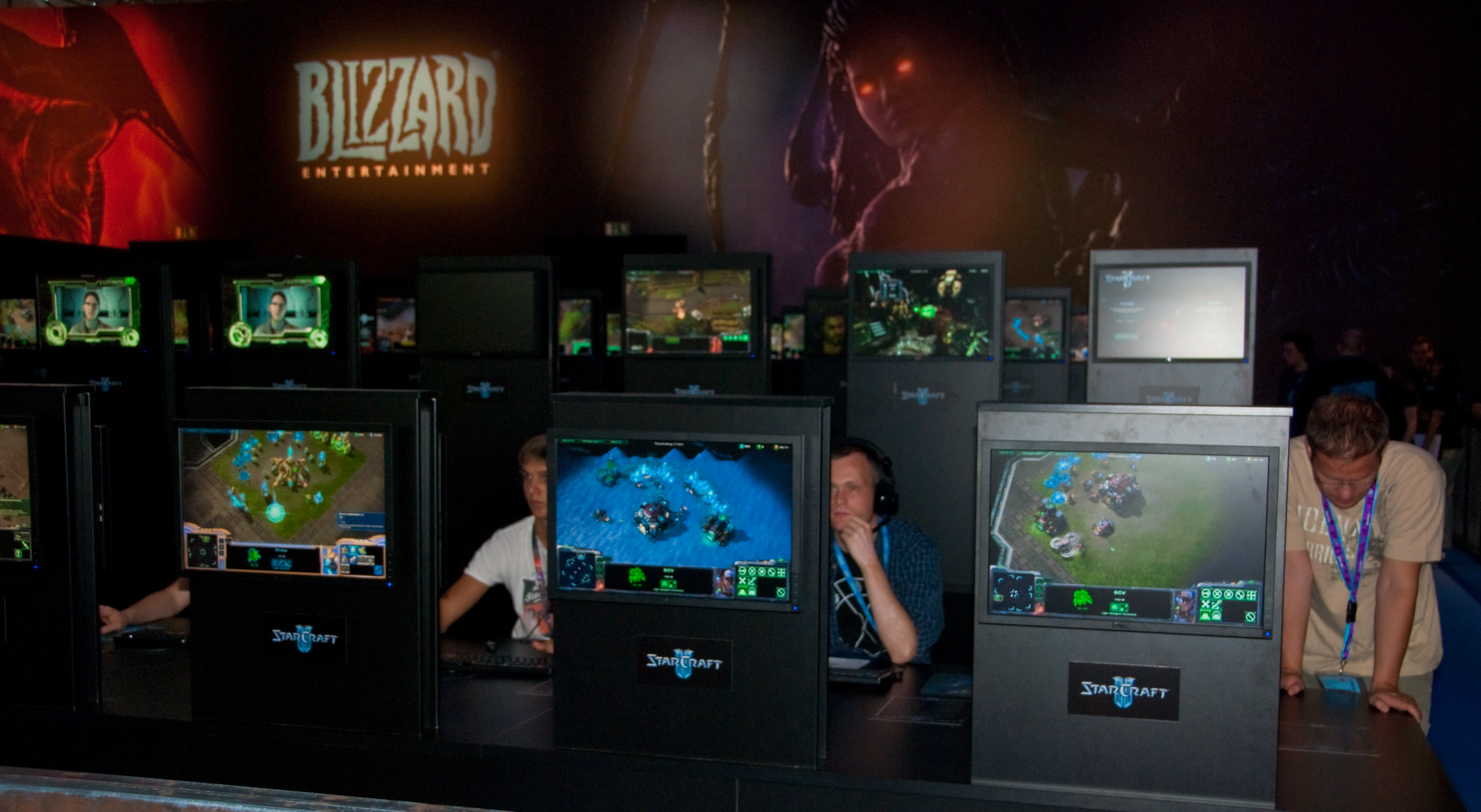
StarCraft II na gamescom 2009, 19 sierpnia 2009.

25 lutego 2009 roku Blizzard ogłosił konkurs Blizzard Theme Park, w którym nagrody zawierały dwa klucze do wersji beta StarCraft II. W zaktualizowanym newsie i w aktualizacjach na stronie Battle.net Warcraft III: The Frozen Throne, Blizzard stwierdził, że 20 najlepszych graczy z każdej strefy (realmu) dostanie swoje klucze do bety. 10 września 2009 roku w związku z pogłoskami, Karune stwierdził, że StarCraft II ukaże się przed Diablo III. W styczniu 2010 roku Blizzard zapowiedział wydanie gry w polskiej i włoskiej wersji językowej. Dodatkowo została uruchomiona oficjalna strona internetowa o StarCraft II w języku polskim. W lutym 2010 roku prezes Blizzard Mike Morhaime ogłosił, że zamknięte beta testy gry rozpoczną się tego miesiąca.
W wywiadzie przeprowadzonym w czerwcu 2009 roku, Rob Pardo wykazał, że sieć LAN nie znajdzie się w StarCraft II: Wings of Liberty. Usunięcie LAN wymaga od graczy, aby połączyli się uprzednio z serwerami Blizzarda, aby mieć możliwość gry w trybie wieloosobowym. Donoszono, że Blizzard rozważa wdrożenie specjalnego systemu, w którym połączenie LAN będzie możliwe, ale dopiero po uprzednim uwierzytelnieniu z Battle.net. Dalsze kontrowersje pojawiły się, kiedy Blizzard potwierdził, że gra nie będzie wspierać tzw. serwerów krzyżowych, ograniczając grę w trybie wieloosobowym tylko do lokalnych przeciwników – przykładowo, gracze z USA mogą grać tylko z obywatelami USA, zaś Europejczycy tylko z Europejczykami. Firma pierwotnie wyjaśniła, że serwery dla Australii i Nowej Zelandii będą zlokalizowane w południowo-wschodniej Azji, aby gracze tych krajów mogli grać przeciwko bojownikom z Indonezji, Filipin, Malezji, Singapuru i Tajlandii. Jednak gdy premiera gry była coraz bliżej, okazało się, że południowo-wschodnio azjatycka / australijska / nowozelandzka wersja gry nie jest dokładnie zlokalizowana co do regionu, przez co gracze byli zmuszeni korzystać z serwerów SEA/ANZ lub Ameryki Północnej. Dopiero wraz z wypuszczeniem patcha 1.1.0 oficjalnie ogłoszono, że gracze ze wschodniej Azji, Australii i Nowej Zelandii zostali przydzieleni do serwerów SEA/ANZ i tych należących do regionu północnej Ameryki.
Mike Morhaime, prezes Blizzard ogłosił podczas ceremonii otwarcia BlizzCon 2009, że zarówno StarCraft II, jak i nowa platforma Battle.net zostaną wydane w 2010 roku, z miesięcznym lub podobnym odstępie czasu. Na E3 2009 Morhaime powiedział, że spodziewał się wydać grę przed końcem 2009 roku, lecz premiera została przesunięta do co najmniej 2010 r., aby było więcej czasu na dopracowanie Battle.net. Na początku 2010 roku rozwój gry koncentrował się na dopracowywaniu elementów kampanii, m.in. odpraw, audycji, outro oraz filmów pomiędzy misjami. W marcu 2010 roku stwierdzono, że platforma Battle.net jest obecnie w fazie testów beta i że jest planowana na początek lipca tegoż roku dla StarCrafta II i World of Warcraft: Cataclysm, zaś w późniejszej poprawce również dla Diablo III. Wtedy Dustin Browder poinformował również, że wszystkie misje z kampanii, dialogi oraz mechaniki gry zostały ukończone. Ponadto została zamknięta kwestia fabuły gry, a zespół, który nad nią pracował został przesunięty do pracy nad dodatkiem Heart of the Swarm. W dniu 5 maja 2010 roku okazało się, że StarCraft II i Battle.net 2.0 będzie zintegrowany z serwisem społecznościowym Facebook, „łącząc światową premierę platformy online z najpopularniejszą na świecie platformą społecznościową” – ruch ten dał graczom możliwość wyszukiwania na swoich listach znajomych (na Facebooku) przeciwników w StarCraft II. Według „Wired Magazine” w corocznym Vaporware Award, gra zajęła pierwsze miejsce w rankingu, wśród opóźnionych produktów technologii 2009 roku. StarCraft II został ostatecznie wydany 27 lipca 2010 roku. Dzień po premierze pojawiła się pierwsza aktualizacja do gry.

#### 2011: po premierze gry
29 marca 2011 roku Blizzard Entertainment i kompania internetowa NetEase ogłosiły rozpoczęcie otwartych beta testów StarCrafta II na terenie Chin, które umożliwiły tamtejszym graczom rozgrywkę wieloosobową za darmo. Testy zostały zakończone w dniu 6 kwietnia 2011 roku. Działalność komercyjna SCII w Chinach rozpoczęła się dzień później; od tej pory gracze oficjalnie mogli wykupić 30-dniowy pełny dostęp do gry za 20 juanów (około 3 dolary).
Z kolei na BlizzCon 2011 przedstawiono kilkuminutowy materiał filmowy ukazujący rozgrywkę i wygląd StarCrafta II w trakcie procesu produkcji w latach 2005–2010. Podczas filmiku podano, że w ciągu tych 5 lat stworzono 16130 buildów silnika, zanim gra osiągnęła swój ostateczny wygląd. Deweloper powiedział również, że „grafika w grze została ukończona prawie na początku, natomiast przez 3 lata i 12 tys. wersji silnika pracowano nad optymalizacją, poprawkami i równowagą”.

### Beta testy
Od 6 maja 2009 roku Blizzard Entertainment rozpoczął zapisy do beta testów gry (tzw. beta opt-in). By móc brać udział w testach trzeba było posiadać konto na platformie Battle.net oraz przejść proces weryfikacji komputera. Kilka dni później prezes firmy Blizzard Entertainment, Michael Morhaime ogłosił na konferencji prasowej, że beta testy rozpoczną się już w wakacje 2009 roku, jednak nie udało się wydać bety w tym okresie. W listopadzie 2009 roku, producent gry Chris Sigaty potwierdził, że publiczna beta gry nie odbędzie się w roku 2009, ale zapewnił fanów tytułu, że stanie się to w przyszłym roku. Opóźnienie było spowodowane koniecznością lepszego przygotowania platformy Battle.net. W dniu 17 lutego 2010 roku, oficjalnie rozpoczęto zamknięte beta testy StarCrafta II. Blizzard nie wydał wersji beta dla każdego regionu indywidualnie, tylko zdecydował się na stworzenie wspólnej infrastruktury, skonfigurowanej odpowiednio pod dany region. Beta trwała przez około 3-5 miesięcy i była podzielona na dwa etapy.
Po początkowej fali zaproszeń obejmujących graczy, którzy zakwalifikowali się do testów oraz tych którzy zdobyli klucze inną drogą (m.in. na imprezach BlizzCon), Blizzard stwierdził, że muszą przeprowadzić testy z większą liczbą graczy. W wyniku tego stopniowo zwiększano liczbę beta testerów SCII. Blizzard tradycyjnie zaoferował 40 000 kluczy beta, jednak oczekiwania graczy wobec StarCrafta II były znacznie większe. Podczas beta testów Blizzard odnotowywał do 10 000 graczy online w tym samym czasie. Klucze do Bety dla początkowej wersji były sprzedawane na eBay’u za cenę rzędu 400 dolarów. Druga i trzecia fala zaproszeń odbyła się odpowiednio 23 lutego i 6 marca 2010. W marcu 2010 beta testerzy otrzymali dodatkowe klucze, aby mogli zaprosić do gry również swoich przyjaciół. W dniu 25 marca 2010 roku, baza bety została zresetowana, w wyniku czego zostały skasowane wszystkie profile postaci, listy znajomych, drabinki oraz ligi. Proces ten powtórzono 22 kwietnia i ponownie w czerwcu.
Podczas testów, Blizzard wydał również edytor map do Bety, w ramach Patcha 9. Według spółki, w końcowym etapie beta testów planowano wydać patch, posiadający główną zawartość, zarówno dla edytora, jak i gry. 12 maja 2010 Blizzard wydał również klienta Bety dla użytkowników Mac OS, którzy wcześniej zapisali się na testy. W dniu 17 maja 2010 Blizzard ogłosił, że pierwsza faza beta testów zakończy się we wszystkich regionach 31 maja. Jednak później pierwszy etap został przedłużony jeszcze o tydzień, do 7 czerwca. Druga faza rozpoczęła się 7 lipca a zakończyła 19 lipca 2010 roku.
Od dnia 17 lutego do zakończenia beta testów 7 lipca 2010, zostało wydanych łącznie osiemnaście patchy (na europejskich serwerach siedemnaście), w tym poprawkę, która umożliwiała dostęp do edytora map o nazwie Galaxy Editor.
29 marca 2011 roku ogłoszono rozpoczęcie otwartych beta testów StarCrafta II na terenie Chin, w wyniku czego udostępniono tamtejszym graczom rozgrywkę wieloosobową za darmo. Testy zostały zakończone w dniu 6 kwietnia 2011 roku o północy czasu pekińskiego.

### Technologie
StarCraft II: Wings of Liberty obsługuje oprogramowanie DirectX 9 (z Pixel Shader 2.0), na którym został utworzony; jest w pełni kompatybilny z DirectX 10, jak również zapewnia dostęp do wyjątkowych, zaawansowanych efektów graficznych. Gra jest kompatybilna także z DirectX 11, lecz nie obsługuje funkcji specyficznych dla tego oprogramowania. Wersja Mac OS wykorzystuje OpenGL. Gra początkowo korzystała z silnika fizyki Havok w wersji 4.0, który pozwalał na bardziej realistyczne elementy środowiska, takie jak „odpady toczące się w dół po ziemi”. Jednak w momencie wydania pierwszego dodatku został on zastąpiony na rzecz innego silnika, co zostało zasygnalizowane usunięciem StarCrafta II z oficjalnej strony Havoka. Obsługuje on wiele kart graficznych, od ATI Radeon 9800 / NVIDIA GeForce FX do serii ATI Radeon HD 4800 i serii NVIDIA GeForce G200. W grze występują również efekty świetlne, w tym cykl światło/ciemność, który został zastosowany w niektórych misjach.
Gra obsługuje rozdzielczości ekranu od 4:3 do 16:10. Szersze monitory panoramiczne pozwalają na nieco większy zakres widzialności podczas rozgrywki. StarCraft II obsługuje szerokie ekrany, lecz niewielką liczbę monitorów. Minimalna obsługiwana rozdzielczość to 1024×768×32 bity, a największa to 1280×1024. Gra obsługuje również tryb okna. SCII został napisany w kodzie 32-bitowym, ale wspiera również systemy 64-bitowe; ponadto obsługuje procesory wielordzeniowe.
Podczas projektowania gry używano: 3ds Max do tworzenia modeli jednostek o małej ilości wielokątów, Mudbox do modeli o dużej ilości wielokątów, Photoshopa do edycji tekstur oraz StarTools do umieszczenia niestandardowych grafik w grze. W 2007 roku podano, że modele bazowe jednostek składają się z około 1500 wielokątów, biorąc pod uwagę cały proces przetwarzania grafiki 3D (mapowanie normalnych, nakładanie tekstur itp.), z kolei rok później stwierdzono, że twórcy zwiększali ilość wielokątów w celu większej szczegółowości. Na platformie Battle.net jest dostępny również chat głosowy, lecz dźwięk nie jest odtwarzany w powtórkach. Dodatkowo istniały plany realizacji VoIP w grze.

### Zmiany w porównaniu zeStarCraft
W porównaniu do oryginalnego StarCrafta, StarCraft II został zaprojektowany z mocnym (większym) naciskiem na aspekt trybu wieloosobowego z dodatkowymi zmianami, które obejmują m.in. znaczną poprawę i ulepszenie platformy Battle.net, nowy konkurencyjny system „drabinek” w rankingu gier oraz nowy zaprojektowany mechanizm, mający na celu łączenie graczy o równym poziomie umiejętności podczas rozgrywek multiplayer. Dodatkowo funkcja odtwarzania, która pozwala graczom na nagrywanie i przegląd ostatnich rozegranych gier, uległa poprawie. Blizzard zadeklarował również, że do gry zostały włączone zmiany i poprawki, które zostały zaproponowane przez fanów.
StarCraft II kontynuuje – podobnie jak poprzednik – korzystanie z pre-renderowanych przerywników filmowych opartych na fabule gry. Jednak w grze można zauważyć dużą poprawę jakości cut scenek w porównaniu do pierwszej części, gdyż zostały one wykonane przy użyciu tego samego silnika graficznego, z którego korzysta grafika w grze właściwej. Blizzard stwierdził, że nowy silnik graficzny StarCraft II wykorzystuje do renderowania rozgrywki, „dzięki czemu może tworzyć w grze cut scenki w jakości zbliżonej do kinowej”. Większość jednostek protosów i terran oraz niektóre jednostki zergów, zostały umieszczone na oficjalnej stronie StarCrafta II i w kilku były demonstracyjne filmiki, będące w posiadaniu przez Blizzard. Zmiany w grze obejmują również: zaawansowane alokacje otoczenia oraz bardziej szczegółowe elementy terenu kosmicznego, takie jak latające platformy w przestrzeni planet i planetoid, będących w tle. Takie drobne elementy jak: małe skały, dodatki czy nawet szyldy reklamowe również zostały ulepszone i dopracowane w najmniejszych detalach.

### Wydanie przedpremierowe
Klienci i recenzenci, którzy otrzymali swoje instalacyjne DVD przed 27 lipca 2010, zostali powitani przez ekran błędu, który nakazał czekać im aż do dnia oficjalnej premiery gry. Nie była znana żadna możliwość obejścia ów zabezpieczenia, dlatego też niektórzy recenzenci pochwalili działania Blizzarda, na rzecz ograniczenia dziennikarzy do grania i przeglądu gry z faktycznymi graczami przed właściwią premierą StarCrafta II.

### Polska wersja językowa gry
Na początku stycznia 2010 roku zaczęły pojawiać się informacje na temat polskiej wersji językowej StarCraft II, natomiast 20 stycznia Blizzard oficjalnie zapowiedział na swojej stronie internetowej wydanie gry w języku polskim (i włoskim). W wyniku tego została uruchomiona polska wersja oficjalnej strony internetowej gry (razem z forum) oraz oficjalne profile na serwisach Facebook i Twitter.
Za lokalizację StarCrafta II i powiązanej z nim platformy Battle.net była odpowiedzialna warszawska firma Porting House Sp. z o.o., należąca do grupy CD Projekt. Przy tworzeniu polskiej wersji brało również udział około 50 polskich aktorów, którzy zdubingowali postacie i jednostki z gry; niektórzy z nich podkładali głosy nawet pod siedem (Piotr Bąk) czy osiem (Paweł Szczesny) jednostek/postaci.
W październiku 2010 roku Blizzard przeprowadził na oficjalnym forum sondę na temat „oceny polskiej lokalizacji”. 54% ankietowanych oceniło ją jako bardzo dobrą lub dobrą, 22% jako średnią oraz 24% jako słabą lub bardzo słabą. Tymczasem zdania o polonizacji StarCrafta II wśród serwisów o grach komputerowych były podzielone, m.in. Wirtualna Polska oceniła ją na 8/10, a CD-Action stwierdził, że „lokalizacja lepsza, niż można się było spodziewać”. Z kolei gildia.pl uznała ją za minus gry, gram.pl określiło ją „najsłabszym elementem gry”, natomiast Konrad Hildebrand z polygamia.pl skrytykował „brak możliwości wyboru języka przy instalacji” uważając to „za beznadziejne i niepotrzebne utrudnienie”.

### Rozwój i wsparcie dla gry po premierze

#### Strona społecznościowa
Trzy dni po premierze studio Blizzard opublikowało na oficjalnej stronie StarCrafta II swój autorski poradnik, dotyczący wszystkich ważniejszych aspektów gry. 31 sierpnia 2010 na stronie wsparcia studia deweloperskiego został stworzony FAQ na temat lig i rankingów dostępnych w grze. 2 grudnia 2010 roku, Blizzard na stronie internetowej StarCraft II opublikował listę dostępnych kodów, ułatwiających grę. Wśród nich znalazły się tipsy m.in. na: nieśmiertelność, zasoby, szybką budowę oraz wiele podobnych rzeczy. 23 grudnia światło dzienne ujrzało demo SCII, niepotrzebujące specjalnego klucza rejestracyjnego, który był konieczny do wersji trialowej (limit grania wynosił 7 godzin bez przerwy w ciągu 14 dni od pierwszego uruchomienia). 24 marca 2011 roku strona społecznościowa StarCraft II powiększyła swoją zawartość o sekcję, poświęconą nowo wprowadzonym modom oraz poradnikowi tworzenia map. Po wprowadzeniu do gry ligi arcymistrzowskiej, strona społeczności również wzbogaciła się o sekcję z rankingami graczy z owej ligi. Z dniem 2 maja 2012 roku na stronie społecznościowej StarCraft II Blizzard dodał nowy dział, poświęcony aktualnym wydarzeniom ze świata e-sportu. Znajdują się w nim m.in. informacje o turniejach StarCraft II World Championship Series, organizowanych przez wydawcę gry. 29 kwietnia 2013 roku na stronie społecznościowej została umieszczona zaktualizowana historia StarCrafta, obejmująca wydarzenia z pierwszej części gry, dodatku Brood War i Wings of Liberty. Sekcja została dodatkowo wzbogacona o filmiki i tapety. 1 czerwca 2013 na oficjalnej stronie gry pojawił się FAQ dotyczący lig, rankingów i sezonów, w którym znalazły się najczęściej zadawane pytania dotyczące rozgrywek wieloosobowych.
Od października 2012 Blizzard prowadził sesje pytań i odpowiedzi (Q&A), dotyczące wydarzeń i fabuły StarCrafta II. Na pytania graczy odpowiadał współtwórca scenariusza Wings of Liberty oraz główny scenarzysta w Heart of the Swarm, Brian Kindregan. Do tej pory miało miejsce dwanaście sesji Q&A, natomiast 22 stycznia 2013 została opublikowana trzynasta i zarazem ostatnia sesja tego typu. Jednakże Blizzard zapowiadział, że w przyszłości pojawią się kolejne.

#### Rozwój gry, Battle.net i edytora map
3 września 2010 roku na Battle.net został zwiększony limit (na każdego gracza) na publikowane mapy z 30 MB na 50 MB, co pozwoliło na publikację do 10 fanowskich map. Kilka dni później dodano do rozgrywki wieloosobowej nową mapę o nazwie „Palący przypływ”. 15 czerwca ponownie zwiększono limity przechowywania map niestandardowych. Mianowicie od tej pory miejsc na przechowywanie map zwiększono do 20, maksymalny rozmiar mapy może wynosić 20 MB, a całkowite miejsce na mapy wynosi teraz 100 MB. 11 lipca 2011 roku Blizzard ogłosił połączenie poszczególnych regionów Battle.netu: Europy i Rosji, Ameryki Północnej i Ameryki Łacińskiej oraz Korei i Tajwanu. Miało to na celu usprawnienie doboru przeciwników do meczów (poprzez większą pulę graczy) oraz komunikację między graczami.
12 stycznia 2011 roku, wraz z wydaniem patcha 1.2.0 – dla graczy wszystkich regionów – została udostępniona nowa arena, zwana „ligą mistrzów” (tylko do gier 1vs1), którą stworzono z myślą o najlepszych graczach StarCrafta II (miało do niej trafić około 2% graczy wyłonionych z ligi diamentowej). Nowo dodana liga mistrzów miała być również zapowiedzią wprowadzenia jeszcze wyższej areny, mianowicie ligi arcymistrzowskiej, do której kwalifikują się najlepsi z najlepszych. Od 25 lutego liga mistrzowska zaczęła obejmować również gry 2vs2, 3vs3 i 4vs4, natomiast od 13 kwietnia jest już oficjalnie dostępna liga arcymistrzowska.
Blizzard – w ramach przygotowań do wydania Heart of the Swarm – rozpoczął pracę nad ulepszeniem i poprawą polskiej lokalizacji StarCraft II. W tym celu 16 czerwca 2011 roku firma poprosiła graczy o sugestie dotyczące zmian w polskiej wersji językowej. W początkowej fazie skupiono się na nazwach jednostek, budynków i ulepszeń, które przydałoby się zmienić. W związku z tym Blizzard przygotował szereg nowych propozycji nazw (np. „Piekielnik” na „Helion” czy „Kosiarz” na „Żniwiarz”) i poprosił graczy o wypowiedzenie się w tej sprawie.
1 sierpnia 2012 roku deweloper wydał patch oznaczony numerkiem 1.5.0, który wprowadził do gry całkiem sporo zmian, głównie do rozgrywki. Główną nowością jest tzw. „Salon gier”, pozwalający na lepsze wyszukiwanie i ocenianie gier, stworzonych zarówno przez społeczność StarCrafta, jak i przez samo studio. Ponadto patch wprowadził nowy przejrzysty i łatwiejszy w obsłudze interfejs Battle.net oraz udostępnił edytor, który zawiera wiele nowości i zmian w porównaniu do poprzedniej wersji. Ważną zmianą jest także nowy klient strumieniowy, dzięki któremu aktualizacja StarCraft II trwa znacznie krócej. Nastąpiły również pewne zmiany w grafice, obejmujące m.in. poprawki fizyki, zarządzanie strukturami i teksturami oraz wczytywanie zawartości i shaderów podczas ładowania gry, co wpływa na lepszą płynność rozgrywki.
20 września 2012 roku Blizzard ogłosił wprowadzenie w usłudze Battle.net opcji „Ukryj obecność”, która pozwoli graczom World of Warcraft, StarCrafta II i Diablo III na granie ze statusem „offline”, który będą widzieli inni użytkownicy. Wprowadzenie poprawki do gry jest przewidziane po wydaniu dodatku.
9 listopada 2012 zapowiedziano, że niebawem do gry zostanie wprowadzona opcja „Gry Globalnej”. Pozwoli to graczom na dostęp do serwerów StarCrafta II spoza regionu ojczystego i tym samym zapewni nowe możliwości dla e-sportu oraz większy wybór map i gier. Ponadto każdy z regionów będzie posiadał osobne dane profilowe, dzięki czemu profile i rankingi graczy będą wyglądały inaczej w każdym regionie. 24 grudnia 2012 Blizzard udostępnił rozszerzony FAQ „Gry Globalnej”, który odpowiada na najczęściej zadawane pytania dotyczące tego aspektu gry. Opisuje m.in. regiony, które będą dostępne oraz zagadnienia techniczne.
20 lutego 2013 Blizzard wypuścił patcha o numerze 2.0.4, mającego przygotować Wings of Liberty na wydanie pierwszego dodatku, Heart of the Swarm, który miał premierę 12 marca 2013. Łatka ważyła około 8GB i była dostępna do pobrania (w tle) już od 9 lutego. Patch wprowadza szereg nowych opcji, funkcji i usprawnień do gry, Battle.net i edytora map. Dodano między innymi: nowy interfejs z rozbudowanymi ekranami menu, statystyk i wyników, system klanów i grup oraz nowe funkcje obsługi powtórek. Wprowadził również zapowiadaną funkcję „Gry Globalnej” oraz całkiem przebudowany i ulepszony system dobierania przeciwników oraz funkcję „gracze blisko ciebie”, która pozwala na szybki kontakt z graczami z najbliższej okolicy. Dodatkowo ulepszono grę z przeciwnikami SI. Ponadto patch pozwolił na dowolną zmianę języka w grze (od angielskiego, przez polski aż do koreańskiego) i zaoferował zaktualizowaną sekcję pomocy.
31 sierpnia 2013 roku Blizzard rozpoczął otwarte beta testy narzędzi graficznych o nazwie „StarCraft II Art Tools”, z których korzystano przy produkcji gry. Za ich pomocą można tworzyć modele, tekstury, efekty cząsteczkowe, animacje i grafiki trójwymiarowe. W wyniku beta testów deweloper udostępnił do pobrania narzędzia w wersji 32-bitowej i 64-bitowej oraz kompletną dokumentację o ich działaniu.
21 stycznia 2014 roku deweloper udostępnił patcha o numerze 2.1.0, wprowadzającego szereg nowych elementów i usprawnień do gry, Battle.net oraz edytora map. Wśród nowości znalazły się m.in.: w pełni darmowy Salon Gier dla użytkowników Startera SCII oraz modyfikacje rozszerzeniowe, czyli zestaw parametrów z których można korzystać na jakiejkolwiek mapie z listy gier dowolnych. Usprawniono również klany i grupy, dzięki czemu możliwe jest teraz tworzenie wydarzeń (tzw. „Kalendarz Wydarzeń”), dodawanie ikon grupowych i zdobień klanowych. Największą nowością jest jednak wprowadzenie do gry klasycznej ścieżki dźwiękowej ze StarCrafta i Brood War. Ponadto zwiększono liczbę poziomów do zdobycia i premię za pierwszą wygraną dnia oraz dodano nowe nagrody z motywami z serii filmów animowanych „StarCrafts”. Wraz z patchem udostępniono również pełną wersję narzędzi graficznych „StarCraft II Art Tools”.
Pod koniec czerwca 2014 roku Blizzard zapowiedział ostatecznie zastąpienie programu startowego StarCraft II aplikacją Battle.net, która pozwala na uruchamianie wszystkich nowszych produkcji studia (World of Warcraft, Diablo III, Hearthstone i Heroes of the Storm) za pomocą tego samego programu. Ponadto umożliwia jednorazowe logowanie na 30 dni oraz daje dostęp do najnowszych wiadomości i funkcji społecznościowych. 26 sierpnia 2014 oficjalnie rozpoczęto proces zastępowania programu startowego StarCraft II aplikacją Battle.net.
Z końcem stycznia 2015 roku, początkowo na serwerze testowym, udostępniono modele i materiały graficzne, które przyczyniły się do powstania Warcrafta III, w skład których wchodzi ponad 3 tys. nowych modeli bohaterów dla czterech ras, wszystkich oryginalnych modeli z Warcrafta III, a także dekoracji, budowli, efektów zaklęć, dźwięków otoczenia oraz utworów ze ścieżki dźwiękowej. 24 marca 2015 zostały ostatecznie dodane do edytora StarCraft II wraz z patchem 2.1.9. Na początku marca 2015 r. Blizzard zapowiedział zmiany w rankingu w kolejnych sezonach oraz po wydaniu dodatku Legacy of the Void. Obejmą one m.in. rozkład graczy w ligach oraz dostosowanie funkcji wewnętrznych wpływających na dobieranie graczy. Z kolei 15 lipca 2015 w związku z ogłoszeniem Heart of the Swarm samodzielnym dodatkiem, Blizzard zdjął ograniczenia z biblioteki zasobów edytora StarCrafta II, a twórcy modów zyskali możliwość publikowania tytułów w Salonie Gier z użyciem materiałów ze wszystkich części trylogii, bez konieczności posiadania poszczególnych gier.
6 października 2015 Blizzard wydał patcha o numerze 3.0.0, mającego wprowadzić zmiany do Wings of Liberty i Heart of the Swarm przed premierą Legacy of the Void, która będzie miała miejsce 10 listopada 2015. Aktualizacja wprowadziła szereg zmian, funkcji i usprawnień w grze, głównie w interfejsie, jak również w edycji startowej StarCrafta II oraz edytorze map. Główną nowością patcha było udostępnienie do gry 3-misjowego prologu LotV o nazwie „Whispers of Oblivion”, opowiadającego o Mrocznym Templariuszu Zeratulu, poszukującego ostatniego fragmentu proroctwa xel’naga. Dodano również nowy przebudowany interfejs ze zmianami obejmującymi chat (wszystkie pojedyncze okna zostały połączone w jedno), listę znajomych, Salon Gier oraz wygląd poszczególnych ekranów (m.in. do każdego ekranu dodano nowe sceny 3D, a ekran kampanii nawiązuje wyglądem do tego z oryginalnej gry). Celem tych zmian było położenie większego nacisku na aspekt społecznościowy w grze. Dodatkowe zmiany obejmują także opcje (np. licznik czasu gry), powtórki i rozgrywkę. Część aspektów Heart of the Swarm została przeniesiona do  Wings of Liberty, takie jak możliwość zdobywania poziomów czy rozgrywki 1vsSI. Zlikwidowano także rozgrywki FFA, a osiągnięcia z nimi związane zostały ukryte. Ponadto wprowadzono zmianę formatu plików instalacyjnych z MPQ na CASC oraz udostępniono 64-bitową wersję gry.
2 listopada 2015 w ramach przygotowań do premiery LotV deweloper uruchomił dla graczy z Australii i Nowej Zelandii lokalne serwery ANZ (hostowane w Sydney), które łatwiej będą komunikować się z serwerami w Ameryce. Z kolei na BlizzCon 2015 odbyły się dwa panele StarCraft II nakreślające przyszłość trylogii po wydaniu trzeciego epizodu. Blizzard zaplanował wydanie nowych treści w formie paczek misji, nowych misji kooperacyjnych, nowych dowódców itp.; część z nich będzie darmowa, a część płatna. Pojawi się również więcej skórek dla jednostek oraz pakiety głosowe zastępujące dotychczasowych doradców w grze. Wśród przyszłych nowości pojawią się również zmiany w grze wieloosobowej, w tym reorganizacja drabinki czy połączenie ligi mistrzowskiej z arcymistrzowską.
Z końcem marca 2016 roku wydano aktualizację 3.2.0; Główną nowością jest wprowadzenie do gry pierwszego pakietu misji Tajnych Operacji Novy, opowiadający o Novie, wplątanej w działania grupy separatystów zwanych „Obrońcami Ludzkości” oraz usprawnienie procesu aktualizacji. 12 lipca wraz z aktualizacją 3.4.0 przeprowadzono gruntowne zmiany w rankingu StarCrafta II, w skład których weszły m.in. poziomy lig i rangi, ranking pretendentów, zmiany w punktach bonusowych, a także wprowadzono nowe odznaki wojenne mające wyróżnić graczy oraz nową zakładką rankingową na ekranie wyników. 2 sierpnia 2016 wraz z aktualizacją 3.5.0 wydano drugi pakiet misji Tajnych Operacji Novy. Następnie odpowiednio 12 września i 18 października 2016 (aktualizacje 3.6.0 i 3.7.0) wprowadzono nowy system dobierania graczy do testów, zakładkę „Kolekcja” na pasku nawigacji, gdzie znajdują się wszystkie elementy kolekcjonerskie zdobyte przez gracza oraz usprawnienia i zmiany w rankingu. Natomiast 23 listopada 2016 wydano aktualizację 3.8.0, która dodała do gry trzecią i zarazem ostatnią część Tajnych Operacji Novy.
Wraz z aktualizacją 3.16.0 do gry zostało wprowadzone po raz pierwszy wydarzenie sezonowe o nazwie „Łup Wojenny”, pozwalające zdobyć nagrody poprzez zbieranie punktów doświadczenia podczas gry. 25% zysków ze sprzedaży Łupu Wojennego zasili pulę nagród WCS i obejmie operacje e-sportowe związane ze StarCraftem II. 9 października 2017 wydano aktualizację 3.19.0, która wprowadziła przeprojektowany interfejs „Salonu Gier” i „Gier dowolnych”, w wyniku czego obie zakładki zostały połączone oraz wprowadzono wiele pomniejszych zmian, w tym przypinanie map i prawidłowe wyświetlanie w rozdzielczości 16:9.

#### PrzejścieStarCraft IIna free-to-play
3 listopada 2017 podczas BlizzCon 2017 zapowiedziano, że StarCraft II stanie się grą free-to-play, w wyniku czego część elementów gry będzie dostępna za darmo dla wszystkich graczy. Wśród nich znalazły się kampania Wings of Liberty, tryb wieloosobowy (gra rankingowa, nierankingowa i kooperacja) i dowódcy w trybie współpracy do 5 poziomu (z wyjątkiem Raynora, Kerrigan i Artanisa, którymi można grać bez ograniczeń). Dodatkowo ujednolicono nazwę gry, StarCraft II: Legacy of the Void przemianowano na StarCraft II, która od tej pory będzie używana zwyczajowo. Ponadto ogłoszono zmiany w balansie w trybie wieloosobowym, udostępnienie „Łupu Wojennego II” oraz nowości w trybie współpracy. 14 listopada 2017 (w ramach aktualizacji 4.0.0) StarCraft II stał się grą z bezpłatnym dostępem; w 2022 roku były producent Tim Morten stwierdził, że baza graczy StarCraft II znacznie się zwiększyła po przyjęciu modelu free-to-play. 
Na początku grudnia udostępniono aktualizację 4.1.0, która wprowadził „Łup Wojenny II: Katowice 2018”. 24 kwietnia 2018 roku wraz z aktualizacją 4.3.0 do Salonu Gier w StarCraft II wprowadzono tzw. „zawartość premium”, gdzie można nabyć za opłatą stworzone od podstaw mapy i nowe tryby o wysokiej jakości, które powstały dzięki współpracy Blizzarda z popularnymi twórcami modów. Część zysków z ich sprzedaży trafia bezpośrednio do autorów. Na początku  sierpnia 2018 udostępniono aktualizację 4.5.0, która wprowadziła „Łup Wojenny III: BlizzCon 2018”. 2 listopada 2018 podczas BlizzCon 2018 zapowiedziano wydanie czwartego „Łupu Wojennego”, w którym po raz pierwszy pojawią się skórki przeznaczone dla budowli wszystkich ras, nowego dowódcę w trybie kooperacyjnym Zeratula oraz aktualizację balansu w trybie wieloosobowym. 18 grudnia 2018 wydano aktualizację 4.8.0, wprowadzającą wydarzenie „Łup Wojenny IV: Katowice 2019”, który premierę miał dwa dni później i po raz pierwszy był możliwy do zdobycia w serwisie Twitch. W sierpniu 2019 udostępniono aktualizację 4.10.0, wprowadzającą wydarzenie „Łup Wojenny V: BlizzCon 2019”, który premierę miał dwa dni później.
9 czerwca 2020 wydano aktualizację, w skład której wchodziło wydarzenie „Łup Wojenny VI” z premierą dwa dni później. Z kolei 27 lipca 2020 (aktualizacja 5.0.0) z okazji 10-lecia StarCraft II gra otrzymała nowe funkcje, w tym: niestandardowe kampanie tworzone przez graczy, nowe osiągnięcia dla wszystkich misji z kampanii (trylogii i pakietu misji), talenty prestiżowe dla dowódców w trybie współpracy, jak również szereg funkcji i poprawek edytora map oraz mniejsze usprawnienia rozgrywki. 15 października 2020 roku Blizzard zapowiedział zakończenie wsparcia dla StarCraft II w postaci płatnej zawartości (Łupy Wojenne czy nowi dowódcy do trybu współpracy). Wsparcie ograniczy się jedynie do kolejnych sezonów oraz poprawek błędów i balansu.

#### Modyfikacje Blizzarda i kwestiaBlizzard All-Stars
26 stycznia 2011 roku Blizzard rozpoczął Beta testy trzech nowych map, które udostępniono na Battle.net w trybie Gry Dowolnej. W skład dodanych plansz wchodzą: „Kuchmistrz z Aiur”, „Gwiezdne klejnoty” oraz „Left 2 Die”. Wówczas w pakiecie zabrakło mapy o nazwie Blizzard DotA, która wymagała jeszcze sporo pracy. Nie podano również kiedy gracze mogą spodziewać się wyjścia Blizzard DotA oraz oficjalnej premiery pozostałych map. 7 kwietnia 2011 roku oficjalnie do gry zostały dodane ostateczne wersje trzech modów. 21 października 2011 roku podczas ceremonii otwarcia BlizzConu 2011, został pokazany pierwszy oficjalny zwiastun Blizzard DotA oraz zapowiedziano, że premiera mapy nastąpi „już (bardzo) niedługo”.
Od pewnego czasu Blizzard DotA stała się przedmiotem kontrowersji w świetle gry Dota 2 produkcji studia Valve, które próbowało opatentować prawa do tej marki w 2010 roku. Blizzard podjął kroki w tej sprawie i sprzeciwił się opatentowaniu słowa „DotA” lub jakiegokolwiek innego akronimu „Defense of the Ancients”, twierdząc, że powinno ono pozostać w obrębie społeczności modderskiej Warcrafta, w której powstało to pojęcie. W maju 2012 roku, zarówno Valve, jak i Blizzard osiągnęli porozumienie w wyniku którego Valve może używać nazwy „DotA” w sensie niekomercyjnym. Natomiast nazwa „Blizzard DotA” została zmieniona na Blizzard All-Stars, która według Roba Pardo „lepiej odzwierciedla projekt gry”.
Natomiast z dniem 1 marca 2012 roku do StarCraft II został wprowadzony nowy mod o nazwie „Mistrz StarCrafta”, składający się z 30 wyzwań, dzięki któremu gracze mają możliwość doszlifowania swoich umiejętności w kontroli oddziałów. Wprowadza również pięć nowych osiągnięć i 1 nowy portret, które można zdobyć za przechodzenie modyfikacji.
22 stycznia 2013 roku, Chris Sigaty w wywiadzie dla serwisu Eurogamer zapowiedział, że prawdopodobnie „nie będzie trzeba posiadać StarCrafta II, żeby zagrać” w Blizzard All-Stars. W wyniku tego tytuł zostanie przekształcony na model free-to-play z mikropłatnościomi i będzie wydany jako odrębna, pełnoprawna gra. Ponadto Sigaty stwierdził, że „tytuł jest cały czas rozwijany” i w chwili obecnej „poszukiwany jest odpowiedni model biznesowy” dla jego dalszego rozwoju. Ostatecznie jednak nazwa Blizzard All-Stars nie przyjęła się i 17 października 2013 ujawniono nowy tytuł Heroes of the Storm.

#### Modyfikacje fanowskie
W styczniu 2011 modder Ryan Winzen z grupy Upheaval Arts po raz pierwszy zaprezentował World of StarCraft, czyli modyfikację MMORPG stworzoną do StarCrafta II. Jest to 3-osobowa gra RPG akcji z elementami World of Warcraft, mechaniką walki podobną do Diablo oraz zarządzaniem statkiem. Akcja produkcji ma miejsce w alternatywnej rzeczywistości uniwersum StarCraft. Jednakże w wyniku naruszenia praw autorskich zgłaszanych przez Activision Blizzard był zmuszony zmienić nazwę moda na StarCraft Universe. 11 sierpnia 2013 rozpoczęto zbiórkę pieniędzy na Kickstarterze dla tego projektu z celem 80 tys. dolarów do zebrania; ostatecznie udało zebrać się niemal 85 tys. dolarów. 27 lipca 2016 udostępniono otwartą betę modyfikacji; z tej okazji na YouTube opublikowano również zwiastun moda. Oficjalna premiera modyfikacji odbyła się ostatecznie 6 września 2016, a z tej okazji opublikowano kolejny trailer.
11 października 2016 miał premierę StarCrafts Mod produkcji Carbot Animations pod przewodnictwem Jonathana Burtona. Modyfikacja jest konwersją StarCrafta II na styl graficzny, który występuje w serii filmów animowanych pt. StarCrafts. W maju 2015 roku rozpoczęto zbiórkę na produkcję moda w serwisie Indiegogo z celem 70 tys. dolarów do zebrania; ostatecznie zebrano ponad 90 tys. dolarów, w wyniku czego sfinansowano stworzenie dodatkowych elementów.
Od końca kwietnia 2018 roku Blizzard wprowadził do Salonu Gier „zawartość premium”, gdzie znajdują się mody wysokiej jakości dostępne do kupienia. W wyniku tego na początek opublikowano dwie modyfikacje, fabularne „Ark Star” oraz taktyczne „Direct Strike”. Pierwszy z nich został przygotowany przez Daniela „Pirate” Altmana i przekształca on klasycznego RTS-a w turową strategię fabularną. Opowiada o losach członków Sol Seekers, grupy elitarnych templariuszy, którzy starają się odszukać i zniszczyć tytułową broń. Natomiast drugi został stworzony przez modera „Tya” i przypomina on „przeciąganie liny”, w którym gracz komponuje kolejne fale wojska w konkretnych formacjach i wysyła do ataku.
14 marca 2011 roku pojawiła się pierwsza wersja darmowej modyfikacji o nazwie StarCraft: Mass Recall, czyli odtworzonej kampanii z oryginalnego StarCrafta i dodatku Brood War na silniku StarCrafta II (w sumie 68 misji, w tym usunięte i te pochodzące z dema z 1998 roku). Modyfikacja może być używana z dowolną wersją drugiej części gry, w tym darmową edycją Starter. Gra pozwala na wybranie jednego z czterech poziomów trudności. Aktualna wersja moda to 8.0, wydana 23 grudnia 2020 roku; jest dostępna w języku angielskim, niemieckim, polskim, rosyjskim i koreańskim.

#### Aktualizacje
Od premiery StarCrafta II (w okresie od 2 sierpnia 2010 do 23 stycznia 2023) wydano ok. 145 mniejszych lub większych aktualizacji, mających na celu poprawienie znanych błędów gry oraz wprowadzenie nowych funkcji i opcji.

## Dodatki

### StarCraft II: Heart of the Swarm
Samodzielny dodatek Heart of the Swarm jest drugim epizodem trylogii StarCraft II zapowiedzianej na BlizzCon 2008, który skupia się na historii rasy zergów. Jego produkcja rozpoczęła się wczesnym 2010 rokiem (wówczas gdy Wings of Liberty było dopracowywane) i trwała około dwóch lat. Dodatek składa się z 20 misji (oraz 7 dodatkowych tzw. „ewolucyjnych”), przedstawiających dalsze poczynania Sarah Kerrigan, byłej „Królowej Ostrzy”, która musi uciekać z tajnej placówki badawczej i odzyskać kontrolę nad Rojem. Heart of the Swarm oferuje również szereg nowości takich, jak: 9 nowych jednostek dla trybu single- i multiplayer (m.in. hellbat, tempest czy swarm host), nowe planety (Kaldir lub Zerus), nowe prowadzenie wątku fabularnego, ulepszona grafika (m.in. otoczenia), nowe funkcje na platformie Battle.net (system klanów lub „gra globalna”) i wiele innych. Dodatek miał premierę na całym świecie w dniu 12 marca 2013 roku. Jest on dostępny w trzech wersjach: standardowej (pudełkowej i cyfrowej), edycji cyfrowej deluxe i edycji kolekcjonerskiej. Dodatek, podobnie jak Wings of Liberty, cieszył się dużą popularnością wśród graczy, w przeciągu dwóch dni od premiery sprzedano ponad 1 milion egzemplarzy gry. Natomiast w recenzjach zdobywał oceny powyżej 86%. 1 sierpnia 2013 roku został ogłoszony 16. najszybciej sprzedającą się grą Blizzarda.

### StarCraft II: Legacy of the Void
Samodzielny dodatek Legacy of the Void jest trzecim epizodem trylogii StarCraft II zapowiedzianej na BlizzCon 2008, który skupia się na historii rasy protosów. Prace nad dodatkiem rozpoczęto na początku 2013 roku i trwały ponad dwa lata. Dodatek składa się z ok. 20 misji, które przedstawią dążenia Hierarchy Artanisa do odbicia z rąk zergów ich ojczystej planety Aiur, a następnie do zjednoczenia frakcji protosów przeciwko upadłemu xel’naga, Amonowi. Ponadto kończy on historię przedstawioną w StarCraft i StarCraft II, a „wszystkie główne postacie doczekały się satysfakcjonującej konkluzji”. Legacy of the Void zaoferował również szereg nowości takich, jak: 6 nowych jednostek dla trybu single- i multiplayer (m.in. cyclone, disruptor czy lurker, znany z pierwszej części StarCrafta), nowe postacie (Karax, Rohana i Vorazun), nowe prowadzenie wątku fabularnego, nowe funkcje (zautomatyzowane turnieje czy tryby kooperacyjne: „Tryb Archonta” i misje kooperacyjne) i wiele innych. 16 czerwca 2015 zapowiedziano również wydanie prologu LotV pt. „Whispers of Oblivion”, będącego 3-misjowym pomostem pomiędzy wydarzeniami z pierwszego i drugiego dodatku; opowiada on o Zeratulu, chcącym odkryć ostatni element proroctwa xel'naga. Premiera drugiego dodatku do StarCrafta II odbyła się 10 listopada 2015 roku. Jest on dostępny w trzech wersjach: standardowej (pudełkowej i cyfrowej), edycji cyfrowej deluxe i edycji kolekcjonerskiej. Dodatek, podobnie jak dwa poprzednie epizody, cieszył się dużą popularnością wśród graczy, w ciągu pierwszego dnia od premiery sprzedano ponad 1 milion egzemplarzy gry. Natomiast w recenzjach zdobywał oceny powyżej 88%.

### Pakiety misji
Na BlizzCon 2015 Blizzard zapowiedział, że w przyszłości do StarCraft II będą wydawane mniejsze pakiety misji, będące serią zadań oscylujących wokół poszczególnych postaci z uniwersum StarCrafta. Ich akcja będzie miała miejsce po wydarzeniach w Legacy of the Void.
StarCraft II: Nova Covert Ops (pl. Tajne Operacje Novy) to pierwszy pakiet misji zapowiedziany podczas BlizzConu 2015, którego bohaterką jest duch o imieniu Nova Terra. Jest to seria 9 misji, która została wydana w formie trzech pakietów jako DLC. Pierwsza z nich ukazała się 30 marca, druga miała premierę 2 sierpnia, natomiast trzecia ukazała się 23 listopada 2016 roku. Fabuła misji skupia się na Dominium Terran, w którym Imperator Valerian Mengsk stara się zaprowadzić porządek po spustoszeniach wywołanych wojną domową i atakami Zergów. Historia opowiada o losach Novy, wmieszanej w działania separatystów określających siebie mianem Obrońców Ludzkości (ang. Defenders of Man). W misjach gracz ma możliwość kontrolowania Novy, która posiada własny ekwipunek z wymiennym wyposażeniem. Żaden z wydanych pakietów nie wymaga gry StarCraft II lub żadnego z dodatków. W recenzjach 1. pakiet misji zdobywał średnie oceny powyżej 72% oraz znalazł się na #40 miejscu rankingu Most Shared PC Game of 2016; z kolei 2. pakiet otrzymywał średnie oceny bliskie 70%.

## Wydanie

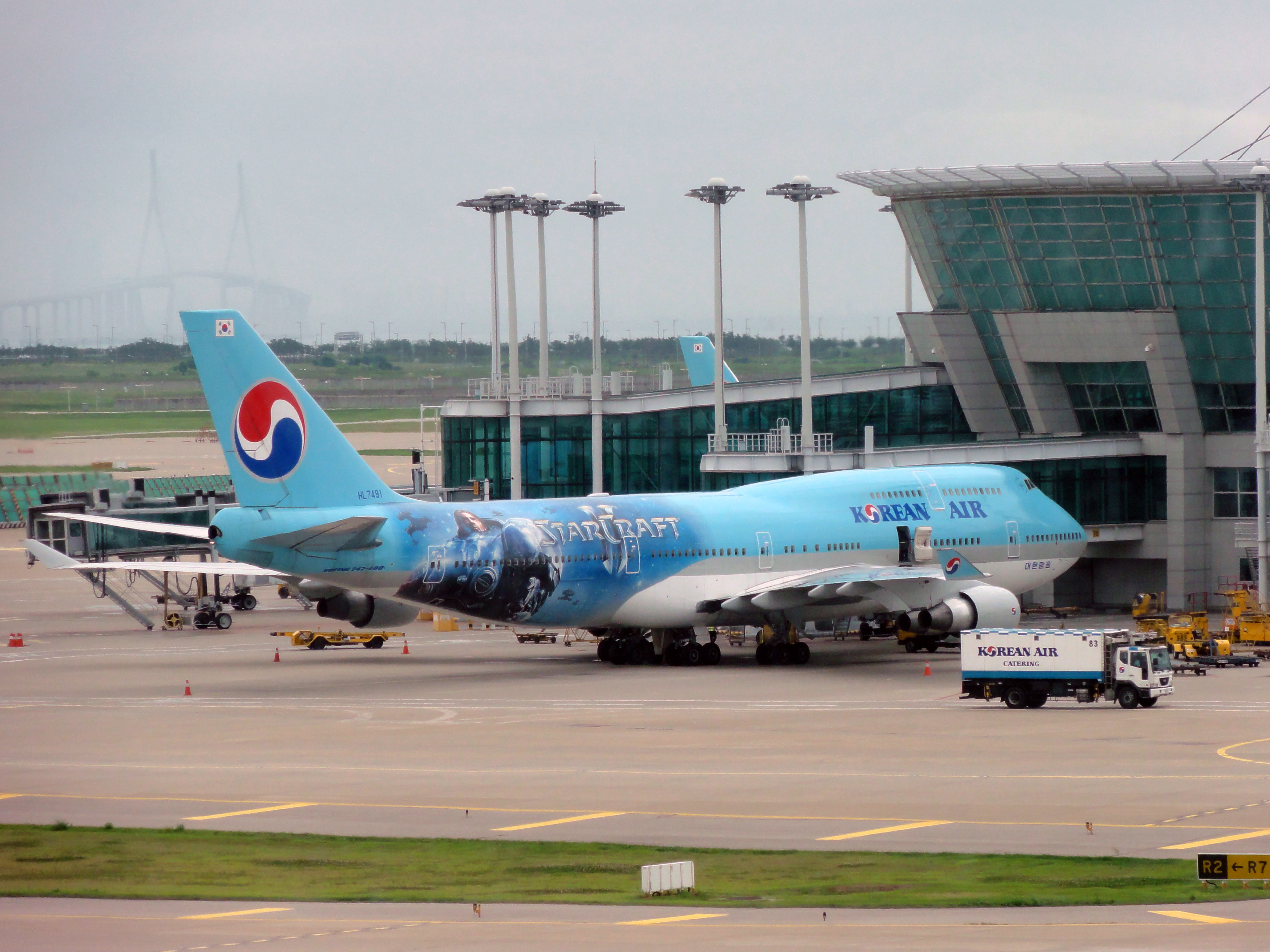
Boeing 747 linii Korean Air z reklamą StarCrafta II. Na tylnej części kadłuba widnieje Jim Raynor. Samolot sfotografowano w Porcie lotniczym Seul-Inczon

### Marketing
W czwartek wieczorem 10 czerwca 2010 podczas finałów NBA w stacji telewizyjnej ABC zadebiutowała pierwsza reklama telewizyjna StarCraft II: Wings of Liberty, składająca się z krótkich urywków filmowych wykonanych komputerowo (CGI). Tego samego dnia została również opublikowana w serwisie YouTube.
24 czerwca 2010 r. poinformowano, że Blizzard zawarł umowę o współpracy marketingowej z Korean Air na okres około sześciu miesięcy w celu rozreklamowania StarCrafta II. W wyniku tego dwa samoloty koreańskich linii lotniczych – B747-400 i B737-900 – latające na trasach krajowych i międzynarodowych do USA i Europy, posiadały na kadłubach specjalne malowania przedstawiające Jima Raynora, będącego głównym bohaterem Wings of Liberty. Latały one z wizerunkami Raynora przez kolejne 6 miesięcy począwszy odpowiednio od 24 czerwca i początku lipca 2010. Ponadto w tym samym okresie cztery autobusy Korean Air również posiadały wizerunki bohaterów StarCrafta II.
O godzinie 24.00 z 26 na 27 lipca 2010 roku Blizzard zorganizował tzw. „Otwarcia o północy”, czyli nocne imprezy otwierające w wybranych sklepach w amerykańskich i europejskich miastach. Podczas nich odbyły się różne atrakcje i konkursy oraz byli obecni deweloperzy z zespołu StarCraft II (m.in. Brian Kindregan czy Tony Hsu). Imprezy odbywały się w Londynie, Berlinie, Paryżu, Sztokholmie, Moskwie, Singapurze oraz w niektórych miastach USA i Kanady. Podobną imprezę zorganizował również sklep Ultima.pl w Warszawie.

### Wersje gry
W dniu 8 kwietnia 2010 roku Blizzard oficjalnie ogłosił, że gra będzie dostępna w dwóch wersjach – standardowej i edycji kolekcjonerskiej. Od czasu premiery, gra jest również dostępna do pobrania cyfrowo ze strony Blizzarda, przedpremierowe pobieranie było możliwe już 14 lipca. W edycji kolekcjonerskiej – prócz gry – znalazły się takie dodatki, jak:
- 176-stronicowy Artbook zawierający artworki z gry;
- Pendrive o pojemności 2 GB z oryginalnym StarCraftem i dodatkiem Brood War, wzorowany na nieśmiertelniku Jima Raynora;
- DVD z dodatkowymi materiałami dotyczącymi produkcji gry, tj.: wywiady, filmiki itp.;
- Oficjalny Soundtrack StarCraft II, zawierający 14 utworów;
- Komiks StarCraft #0, będący prequelem serii komiksowej;
- Unikalne portrety do profilu na platformie Battle.net, dekoracje do modyfikowania jednostek oraz unikalną wersję jednostki Thor;
- Towarzysza do World of Warcraft w postaci mini Thora;

Umowa licencyjna użytkownika (EULA) dla StarCraft II: Wings of Liberty znacznie różni się od tej, która była we wcześniejszych tytułach Blizzarda. W tej grze, nabywca ma udzieloną licencję, lecz sama gra nadal jest własnością Blizzarda. Jakiekolwiek naruszenie EULA nie tyczy się tylko nie dotrzymania umowy, ale i naruszenia praw autorskich, czego wynikiem jest udzielenie Blizzardowi większej kontroli nad tym, jak jego gra jest użytkowana przez graczy. Public Knowledge, rzecznictwo interesów publicznych, miało obawy, w jaki sposób takie EULA może wpłynąć na turnieje wieloosobowe, niezatwierdzone przez Blizzard.
Z dniem 3 sierpnia 2011 roku Blizzard zastąpił stare demo (trial) nową wersją demonstracyjną gry, wprowadzając tzw. StarCraft II: Starter Edition, które wymaga konta Battle.net oraz połączenia internetowego. Pozwala on za darmo przetestować niektóre elementy gry: 4 misje kampanii (3 misje z Mar Sary i jedna dodatkowa do wyboru, zlecana przez Gabriela Tosha lub Dr Hanson), 2 wyzwania („Dowództwo taktyczne” i „Centrum wywiadu”) oraz daje dostęp do rasy terran i 4 map dowolnych („Jaskinie xel’naga”, „Zniszczona świątynia”, „Niezgoda IV” i „Wysoka orbita”). Wszystkie postępy z kampanii oraz osiągnięcia zostają zapisane automatycznie na koncie Battle.net i mogą zostać później przeniesione do pełnej wersji gry. W grudniu 2012 Blizzard dodał do Startera dodatkowo tzw. „hity z Salonu Gier”, czyli gry/mapy stworzone przez fanów, które następnie zostały docenione przez społeczność StarCrafta II. 21 stycznia 2014 roku deweloper w ramach patcha 2.1.0 udostępnił użytkownikom Startera cały „Salon Gier” całkowicie za darmo, co oznacza, że gracze mogą korzystać ze wszystkich map i modów stworzonych zarówno przez Blizzarda, jak i przez społeczność. Ponadto w wersji starterowej zostały odblokowane wszystkie mapy do starć oraz wszystkie trzy rasy. Z kolei 6 października 2015 Blizzard dzięki aktualizacji 3.0.0 dał graczom możliwość na zdobycie maksymalnego poziomu każdą z ras oraz udostępnił w Grach dowolnych „Tryb Archonta”. Dodatkowo dobieranie przeciwników w trybie 1vsSI jest dostępne dla wszystkich części trylogii StarCraft II, a nie jak dotąd tylko dla Heart of the Swarm.
1 czerwca 2013 Blizzard ogłosił wprowadzenie funkcji „klonowania” w StarCraft II. Pozwala ona graczom, posiadającym edycję Starter – poprzez dołączenie do grupy na Battle.net – uzyskać dostęp do zawartości Wings of Liberty lub Heart of the Swarm, jeśli jeden z graczy w grupie posiada jedną z tych pozycji. Tego samego dnia w serwisie YouTube deweloper umieścił krótki materiał filmowy, który przedstawia działanie „klonowania”.
Od 21 grudnia 2014 roku deweloper udostępnił cyfrową wersję gry o nazwie StarCraft II: Battle Chest, czyli pakiet zawierający StarCraft II: Wings of Liberty i dodatek Heart of the Swarm. Od 15 maja 2015 roku można składać zamówienia na cyfrową wersję StarCraft II: The Complete Collection, czyli pakiet zawierający całą trylogię StarCraft II. Jego premiera miała miejsce 10 listopada 2015 oraz jest dostępny w wersji standardowej i cyfrowej edycji deluxe. Od 10 listopada 2016 obie edycje (poprzedni Battle Chest i The Complete Collection) zostały wyparte przez nową wersję StarCraft II: Battle Chest, zawierającą całą trylogię wraz z dodatkami do tryby współpracy. Dostępna w wersji standardowej/pudełkowej i cyfrowej edycji deluxe.
14 listopada 2017 StarCraft II przeszedł na model free-to-play, wyniku czego kampania Wings of Liberty została udostępniona całkowicie za darmo, a dotychczasowa edycja StarCraft II: Battle Chest została zastąpiona edycją StarCraft II: Kolekcja kampanii, zawierającą wszystkie materiały występujące wcześniej w Battle Chest. Dostępna w wersji standardowej i cyfrowej edycji deluxe.

### Różnice regionalne dotyczące użytkowania gry
6 maja 2010 roku Blizzard ogłosił, że StarCraft II w Rosji, Meksyku, Argentynie, Brazylii i Chile może być użytkowany na dwa sposoby: w ramach modelu subskrypcyjnego lub jednorazowej opłaty dającej dostęp do całej zawartości gry. W wyniku tego gracze mogą jednorazowo zapłacić 59,99$ i mieć nieograniczony dostęp do gry lub uiścić opłatę wysokości 299 peso meksykańskich / 119 peso argentyńskich / 13,900 peso chilijskich (ok. 30 dolarów) za 6-miesięczny dostęp do gry jedno- i wieloosobowej, a następnie przedłużyć subskrypcję o 30 lub 60 dni. Podobny model był planowany w Rosji oraz Azji.
24 czerwca 2010 roku, na razie tylko dla prasy koreańskiej, Blizzard ogłosił, że tamtejsi gracze mogą grać w StarCrafta II za darmo, jeśli posiadają aktywną subskrypcję World of Warcraft. Gracze koreańscy korzystający z PC bangów (PC room) lub innych kawiarenek internetowych, mogą zagrać w grę płacąc 1000 wonów południowokoreańskich (ok. 1 dolar) za godzinę. Inne opcje obejmują 30-dniowy abonament za ₩9900 (ok. 8 dolarów), 24-godzinny bilet na granie za ₩2000 (ok. 1,5 dolara) lub nieograniczony dostęp za ₩69000 (ok. 56 dolarów). Gracze uczęszczający do PC bangów mają możliwość grania StarCrafta II po niższych cenach.
Od 7 kwietnia 2011 roku również chińscy gracze mogą wykupić 30-dniowy pełny dostęp do gry za 20 juanów (ok. 3 dolary).

### Platformy
StarCraft II został opracowany i równocześnie wydany dla systemu operacyjnego Microsoft Windows i Mac OS X.

### Problemy techniczne
Kilkanaście witryn o technologii komputerowej zgłaszało tzw. „błąd przegrzania” w StarCraft II, który w niektórych przypadkach doprowadzał do trwałego uszkodzenia kart graficznych. Źródłem problemu był fakt, że liczba klatek na sekundę nie była blokowana na ekranach menu. To powodowało, że karty graficzne stale renderowały obraz, w wyniku nadmiernej ilości ciepła. Blizzard potwierdził występowanie takiego problemu i opisał tymczasowe obejście problemu. Zalecił on także systemy komputerowe, które są dobrze wentylowane i kontakt z producentem kart graficznych, zajmującego się sprawami związanymi ze sprzętem.
Menedżer do spraw Public relations Blizzarda, Bob Colayco powiedział:

„Nie ma w oprogramowaniu kodu, który mógłby powodować przegrzewanie się kart graficznych. Kiedy po raz pierwszy zobaczyliśmy ten problem zgłoszony, przeprowadziliśmy dodatkowe szczegółowe badania i określiliśmy, że u graczy, u których wystąpił taki błąd, przyczyną jest najprawdopodobniej coś związanego ze sprzętem.”

CrunchGear sugerował również, że problem nie jest związany ze StarCraftem II, tylko występuje w wyniku źle utrzymanego sprzętu i niewystarczającego chłodzenia. Jednak serwis nie zgadza się, że przegrzanie kart występuje tylko podczas braku blokowania klatek na sekundę na ekranie oraz zapewnia, że Blizzard zaoferuje poprawkę dla użytkowników gry. Inne artykuły zalecały użytkownikom regularne czyszczenie pyłu i kurzu ze swoich komputerów w celu poprawy skuteczności chłodzenia systemów.
Blizzard na oficjalnym forum opublikował wiadomości w sprawie tego problemu, które już zostały usunięte. Oryginalna wiadomość:

Obrazy, szczególnie te z małą ilością szczegółów, mogą powodować przegrzewanie się systemu, jeśli chłodzenie jest ogólnie niewystarczające. Jest to spowodowane tym, że gra nie ma wtedy nic do roboty, dlatego też całą moc przekazuje na szybkie rysowanie ekranu.

### Wymagania systemowe
Poniżej znajdują się aktualne i szczegółowe wymagania systemowe gry StarCraft II: Wings of Liberty dla systemów operacyjnych Windows i Mac OS X.
| Minimalne: - Windows 7, 8, 8.1, 10 - Procesor Intel Core 2 Duo lub AMD Athlon 64 X2 5600+ - Karta graficzna 128 MB PCIe NVIDIA GeForce 7600 GT, ATI Radeon HD 2600 XT lub Intel HD Graphics 3000 (lub lepsza) - 30 GB wolnego miejsca na HDD - 2 GB RAM - DVD-ROM (dotyczy jedynie edycji pudełkowych) - Połączenie szerokopasmowe internetu - Monitor o rozdzielczości co najmniej 1024 × 768 Rekomendowane: - Windows 10 64-bit - Procesor Intel Core i5 lub AMD FX Series Processor (lub lepszy) - Karta Graficzna 512 MB NVIDIA GeForce GTX 650 lub AMD Radeon HD 7790 (lub lepsza) - 4 GB RAM | Minimalne: - Mac OS X 10.11 (najnowsza wersja) - Procesor Intel Core 2 Duo - Karta graficzna NVIDIA GeForce GT 330M lub ATI Radeon HD 4670 (lub lepsza) - 30 GB wolnego miejsca na HDD - 4 GB RAM - DVD-ROM (dotyczy jedynie edycji pudełkowych) - Połączenie szerokopasmowe internetu - Monitor o rozdzielczości co najmniej 1024 × 768 Rekomendowane: - macOS 10.13 (najnowsza wersja) - Procesor Intel Core i5 (lub lepszy) - Karta graficzna NVIDIA GeForce GTX 775M lub AMD Radeon R9 M290X (lub lepsza) - 8 GB RAM |

Połączenie internetowe nie jest wymagane do rozgrywki jednoosobowej, jednak jest wymagane do instalacji gry. 16 lutego 2017 Blizzard poinformował, że w październiku tegoż roku zakończy wsparcie dla systemów operacyjnych Windows XP i Windows Vista.

### Ścieżka dźwiękowa
StarCraft II: Wings of Liberty posiada nową ścieżkę dźwiękową, stworzoną przez Glena Stafforda, kompozytora ścieżki dźwiękowej StarCrafta oraz Russella Browera, Neala Acree i Dereka Duke’a, która miała swoją premierę 27 lipca 2010. Ponadto w grze znajdują się zmodyfikowane wersje ścieżek z pierwszej odsłony gry. Pełny soundtrack z gry znalazł się na płycie CD w edycji kolekcjonerskiej i składa się z 14 utworów, trwających łącznie 62:58 minut. Ścieżkę dźwiękową można też zakupić na stronie iTunes w formacie m4a. W 2010 roku nominowana przez serwisy IGN i G4TV do nagrody w kategorii „Best Soundtrack”.
| Nr  | Tytuł utworu           | Długość |
| --- | ---------------------- | ------- |
| 1.  | „Wings of Liberty”     | 7:15    |
| 2.  | „Public Enemy”         | 5:03    |
| 3.  | „Heaven's Devils”      | 7:06    |
| 4.  | „The Deal”             | 4:55    |
| 5.  | „Escape from Mar Sara” | 1:47    |
| 6.  | „Zeratul's Warning”    | 1:45    |
| 7.  | „The Prophecy”         | 4:08    |
| 8.  | „Firstborn”            | 6:18    |
| 9.  | „I, Mengsk”            | 9:45    |
| 10. | „Better Tomorrow”      | 2:22    |
| 11. | „Card To Play”         | 2:31    |
| 12. | „The Hive”             | 2:31    |
| 13. | „Fire and Fury”        | 3:38    |
| 14. | „The Showdown”         | 3:54    |
|     |                        | 1:02:58 |

W Wings of Liberty prócz standardowej ścieżki dźwiękowej występuje dodatkowa muzyka, która jest puszczana z szafy grającej podczas kampanii terran. Została ona stworzona przez kompozytora Matta Samia’ego i składa się 14 utworów, trwających łącznie 54:12 minut. Znalazły się one w albumie Revolution Overdrive: Songs of Liberty, który miał swoją premierę 26 października 2010 roku na płytach CD i na stronie iTunes w formacie m4a oraz 25 marca 2010 na płycie winylowej (na winylu znalazło się 11 utworów zamiast 14).
| Revolution Overdrive: Songs of Liberty | Revolution Overdrive: Songs of Liberty          | Revolution Overdrive: Songs of Liberty |
| Nr                                     | Tytuł utworu                                    | Długość                                |
| -------------------------------------- | ----------------------------------------------- | -------------------------------------- |
| 1.                                     | „Jem's Tune”                                    | 2:05                                   |
| 2.                                     | „Suspicious Minds”                              | 4:22                                   |
| 3.                                     | „Zerg, Shotgun, You”                            | 3:17                                   |
| 4.                                     | „Most Wanted”                                   | 2:58                                   |
| 5.                                     | „Dim Lights, Thick Smoke, And Loud, Loud Music” | 2:29                                   |
| 6.                                     | „Raw Power”                                     | 3:50                                   |
| 7.                                     | „Free Bird”                                     | 5:52                                   |
| 8.                                     | „An American Trilogy”                           | 4:53                                   |
| 9.                                     | „Rumble”                                        | 3:15                                   |
| 10.                                    | „Excuse Me For Scribblin'”                      | 2:48                                   |
| 11.                                    | „Blood And Glory”                               | 2:42                                   |
| 12.                                    | „Suspicious Minds (Black Label)”                | 6:21                                   |
| 13.                                    | „Sweet Home Alabama”                            | 4:50                                   |
| 14.                                    | „Terran Up The Night”                           | 4:30                                   |
|                                        |                                                 | 54:12                                  |

Wraz z wydaniem dodatku Heart of the Swarm 12 marca 2013 roku ścieżka dźwiękowa StarCrafta II powiększyła się o kolejne 11 utworów (łączny czas trwania 74:19 minut), stworzonych przez Glena Stafforda, Russella Browera, Neala Acree i Dereka Duke’a.
Natomiast podczas BlizzConu 2013 zapowiedziano dodanie – poprzez patch – klasycznych ścieżek dźwiękowych z pierwszego StarCrafta i dodatku Brood War do SCII. Ostatecznie 21 stycznia 2014 roku Blizzard wypuścił łatkę o numerze 2.1.0, która wprowadziła do gry wieloosobowej kilka zremasterowanych utworów z pierwszej części (o łącznym czasie trwania 42:47 minut), których autorami, podobnie jak w przypadku StarCrafta II są ci sami autorzy: Derek Duke, Glenn Stafford itd.
| Utwory ze StarCrafta w StarCraft II | Utwory ze StarCrafta w StarCraft II | Utwory ze StarCrafta w StarCraft II |
| Nr                                  | Tytuł utworu                        | Długość                             |
| ----------------------------------- | ----------------------------------- | ----------------------------------- |
| 1.                                  | „Terran One”                        | 4:56                                |
| 2.                                  | „Terran Two”                        | 3:56                                |
| 3.                                  | „Terran Three”                      | 4:24                                |
| 4.                                  | „Protoss One”                       | 4:44                                |
| 5.                                  | „Protoss Two”                       | 4:51                                |
| 6.                                  | „Protoss Three”                     | 5:03                                |
| 7.                                  | „Zerg One”                          | 4:40                                |
| 8.                                  | „Zerg Two”                          | 5:07                                |
| 9.                                  | „Zerg Three”                        | 5:06                                |

### DeepMind i rozwójSIwStarCraft II
4 listopada 2016 roku podczas BlizzConu ogłoszono współpracę pomiędzy firmą Blizzard a zespołem DeepMind (należącym do Alphabet Inc.), pracujących nad sztuczną inteligencją. W wyniku tej współpracy do rozwoju SI wykorzystano StarCrafta II w celu stworzenia „przydatnej platformy testowej dla szerszej społeczności badawczej SI”, która miała być dostępna dla każdego. Początkowo w pierwszym kwartale 2017 planowano udostępnić Starcraft II API. Ostatecznie jego premiera odbyła się 9 sierpnia tegoż samego roku.
W marcu 2018 roku przeprowadzono wywiad z Oriolem Vinyalsem z zespołu DeepMind, który opowiedział więcej o projekcie. Według niego DeepMind próbuje stworzyć tzw. „AGI”, czyli artificial general intelligence (pl. „silna sztuczna inteligencja”), dzięki której próbują zrozumieć, czym jest model uczenia się, żeby SI mogła zagrać w dowolną grę, nie mając na jej temat wiedzy. Z kolei StarCraft II wybrano dlatego, że stawia szereg wyzwań dla SI i jest dobrym narzędziem testowym, aby zbadać, czy agent będzie w stanie obsługiwać grę na zasadzie „wskaż i kliknij”. Podczas testów stworzono kilka mini-gier (uproszczonych wersji StarCrafta), w czasie których agenci byli w stanie nauczyć się podstaw przemieszczania jednostek albo różnych sytuacji w walce. Podczas BlizzCon 2018 podano, że gdy agent opanował podstawowe zasady gry, zaczął wykazywać zabawne zachowania, m.in. natychmiastowy szturm robotnikami na wroga w grze przeciwko SI na szalonym poziomie trudności, natomiast po wgraniu powtórek z rozgrywek prawdziwych graczy, agent zaczął stosować strategie makro oraz bronić się przed agresywnymi taktykami.
20 stycznia 2019 roku odbyły się rozgrywki pomiędzy AlphaStar (SI opracowaną przez DeepMind) a profesjonalnymi graczami z Team Liquid: Grzegorzem „MaNa” Kominczem i Dario „TLO” Wünschem. Obaj zawodnicy stoczyli po pięć potyczek grając protosami i wszystkie przegrali. Następnie rozegrano jeszcze jeden mecz w trakcie transmisji internetowej, podczas której Polak zastosował taktykę SI i udało mu się zwyciężyć dzięki błędom popełnionym przez AlphaStar w połowie starcia. Ponadto powodzenie SI nie zależało od czasu reakcji, ponieważ AlphaStar miał niższe średnie APM (współczynnik akcji na minutę) od rywali, a jego czas reakcji był zbliżony do dolnej wartości średniej zawodowych graczy. Jednakże podejmowała skuteczniejsze decyzje na polu bitwy.
10 lipca 2019 roku zapowiedziano rozgrywki rankingowe pomiędzy eksperymentalnym systemem AlphaStar zespołu DeepMind a niewielką liczbą europejskich graczy. Blizzard zdecydował się na udostępnienie w grze możliwości włączenia opcji trafienia na zaawansowaną SI podczas meczów rankingowych, jednakże będzie brała udział jedynie w grach 1na1 (każdą z ras). Gracze toczący pojedynek z SI nie będą o tym wiedzieć, ponieważ celem anonimowości jest uniknięcie sytuacji, w której ludzie, wiedząc że grają przeciwko maszynie, będą grać w inny sposób.
31 października 2019 podano, że system AlphaStar osiągnął kolejny sukces w StarCraft II, zdobywając w ciągu 44 dni rangę arcymistrza (liga dla 200 najlepszych graczy) i pokonując przy tym 99,8% graczy. Wynik sztucznej inteligencji nie wynikał jednak z oszukiwania przez maszynę, ponieważ DeepMind postanowił ograniczyć jej prędkość reakcji do poziomu graczy profesjonalnych. Celem tego było wymuszenie na SI, aby wygrywała dzięki strategii, a nie zbyt szybkiemu podejmowaniu decyzji. Ponadto AlphaStar nie miał widocznej całej mapy. Dzięki tym posunięciom SI dysponowała de facto identycznymi zdolnościami i informacjami, co gracze.

## Odbiór gry

### Sprzedaż
3 sierpnia 2010 roku Blizzard Entertainment ogłosił, że StarCraft II został sprzedany w liczbie 1 miliona egzemplarzy w ciągu pierwszego dnia od premiery. W ciągu drugiego dnia (gdy Blizzard rozpoczął sprzedaż gry poprzez pobranie cyfrowe na swojej stronie internetowej) sprzedano około 500 tys. kolejnych gier, co w sumie dało wynik 1,5 miliona sprzedanych kopii na całym świecie. Z tego około 620 tys. egzemplarzy sprzedano na terenie USA. Dzięki takiej sprzedaży SCII został ogłoszony najlepiej sprzedającą się grą na PC w 2010 roku i tym samym 12. grą Blizzarda, która zdobyła ten tytuł. W ciągu pierwszego miesiąca sprzedaży, StarCraft II odnotował sprzedaż w liczbie 3 milionów egzemplarzy na całym świecie, dzięki czemu stał się najszybciej sprzedającą się grą strategiczną wszech czasów. Był najlepiej sprzedającą się grą na terenie USA w lipcu 2010 roku, gdzie odnotowano sprzedaż 721 tys. egzemplarzy gry. W grudniu 2010 roku ogłoszono, że sprzedano już blisko 4,5 mln sztuk gry na całym świecie. W raporcie finansowym spółki Activision Blizzard za 3. kwartał 2011 SCII znalazł się jako najlepiej sprzedająca się gra w Ameryce Północnej i Europie we wrześniu tegoż roku. Następnie w pierwszym kwartale 2012 roku Activision Blizzard ogłosił StarCrafta II jedną z dwóch (obok Call of Duty: Modern Warfare 3) najlepiej sprzedających się gier na PC na terenie USA i Europy. 7 listopada 2012 ogłoszono, że SCII osiągnął do tej pory sprzedaż 6 mln sztuk gry. W kwietniu 2016 stowarzyszenie Entertainment Software Association podało, że Wings of Liberty znalazło się na 18. miejscu wśród  dwudziestu najlepiej sprzedających się gier komputerowych w 2015 roku.
Według organizacji VGChartz sprzedaż Wings of Liberty wyniosła łącznie 4,86 mln egzemplarzy, w tym 2,60 mln w Ameryce Północnej, 1,70 mln w Europie oraz 560 tys. w pozostałych krajach. Natomiast Statista podała, że gra rozeszła się w liczbie 4,74 mln egzemplarzy i zajęła #5 miejsce najlepiej sprzedających się gier na PC, przegrywając z: The Sims 3, World of Warcraft, Microsoft Flight Simulator X oraz Diablo III. Z kolei według Statistic Brain seria StarCraft II odnotowała łączną sprzedaż 8,6 mln egzemplarzy gry, co przełożyło się 542,5 mln dolarów przychodu.
StarCraft II w 2010 roku został również ogłoszony najczęściej piraconą produkcją wszech czasów. Serwis TorrentFreak opublikował listę 5 najczęściej pobieranych torrentów, gdzie na czele ukazał się właśnie SCII. Okazało się, że plik o wadze 7,20 GB pobrano około 2,3 mln razy (w sumie przesłano blisko 16 petabajtów danych).

### Krytyka
Od momentu wydania, StarCraft II spotkał się z uznaniem krytyków, zdobywając zagregowany wynik 93% na Metacritic (w oparciu o 82 recenzje), 92,44% na GameRankings (w oparciu o 55 recenzji). Gra była szczególnie chwalona za utrzymanie rozgrywki z popularnej gry StarCraft, wprowadzając jednocześnie nowe funkcje i ulepszone opowiadanie historii. GamesRadar uznał, że „na wiele sposobów, StarCraft II jest jak StarCraft 2.0 – i to jest dobrą rzeczą”, stwierdzając również, że „dostarcza rozrywki na wszystkich frontach”. NZGamer.com powiedział, że gra „była najlepszym RTS-em wydanym od lat i jedną z najlepszych gier na PC. Natomiast w odniesieniu do jego historii, GameTrailers stwierdził, że „najbardziej oczywistą kwestią bezpośrednio wynikającą z historii Wings of Liberty, jest to, że struktura narracyjna serii ewoluowała daleko poza oryginalne nieliczne przerwy między wyruszeniami (na kolejne misje)”, nazywając ją „epicką i zabawną opowieścią”, podczas gdy Eurogamer skrytykował dialogi jako „płytkie”, a postacie jako „oklepane, banalne”. Giant Bomb powtórzył ten pogląd i jednocześnie zauważył, że część Hyperiona pomiędzy misjami „ma większą głębię charakteru, bardziej wiarygodny patos i więcej zwrotów akcji, niż można tego oczekiwać z opowieści”. IGN zauważył jednak, że prawdziwi „fani pochłoną to, ale nowicjusze mogą się zastanawiać, o co jest to całe zamieszanie podczas przechodzenia pierwszych misji, w których brak tej nagłej potrzeby, której byś się spodziewał, gdy los cywilizacji jest zagrożony”.
Joystiq był bardzo pozytywnie nastawiony do poprawy łączenia graczy w usłudze wieloosobowej, nazywając ją „podobną do Xbox Live i PlayStation Network, co jest pozytywną zmianą od archaicznych połączeń z Battle.netem w poprzednich grach Blizzarda”, natomiast GameSpot nazwał ilość dostępnej zawartości online „niezwykłą”, zwracając uwagę na szeroki wachlarz map i możliwość uczestniczenia w grach aż do 12 graczy. Porównując tryb jednoosobowy i wieloosobowy, GameSpy uznał, że jednoosobowy był „mniej inspirujący, głównie z powodu niezwykle słabej krzywej uczenia się”, natomiast wieloosobowy „tak łagodny, tak ambitny i pełen zwykłej starej zabawy”. Natomiast John Meyer z Wired chwalił ulepszony silnik graficzny StarCrafta I, mówiąc „shows decade of polish in slick new presentation”. Matt Peckham z PC World zauważył również, że niektórzy kupujący wyrazili niezadowolenie ze względu na brak sieci LAN w rozgrywce wieloosobowej, brak połączonych regionów w grze oraz że kampania ogranicza się jedynie do rasy terran. Następnie Game Revolution w odniesieniu do kampanii terran, podkreślił, że „Wings of Liberty ma 29 misji; oryginalny StarCraft miał niewiele ponad 30. Uczciwie powiedziano, że następna będzie mieć mniej więcej taką samą liczbę; Brood War przyniósł też 30. Dostaliśmy jak dotąd pełną grę za 50 dolarów i oferują nam dwa dodatki. Jeśli chcesz czuć się oburzony, wybierz coś innego”.
Ars Technica dał grze ogólny werdykt „kupować” i szczególnie pochwalił kampanię dla jednego gracza, mówiąc o niej „zabawa jak diabli”. Serwis był też pod wrażeniem narzędzi moderskich gry, które pozwalają użytkownikom na tworzenie własnych treści i przesyłanie ich do innych fanów. Dwie kwestie Ars Technica określił jako „brzydkie”, tzn. brak sieci LAN i decyzję o podziale na regiony. Sugerowano, że te decyzje powstały w wyniku nacisków Activisionu, a nie twórców gier z Blizzarda; zastanawiano się, czy wiele osób przez to nie odwróci się od gry, szczególnie Ci, którzy posiadają międzynarodowe znajomości. Natomiast w osobnym artykule, Ars Technica energicznie wspierał StarCrafta II przeciwko serii 1-gwiazdkowych ocen, nadawanych grze na Amazon.com w proteście przeciwko braku sieci LAN. Twierdzili oni w obronie Blizzarda, że nie była to pełna wersja gry, lecz została wydana jedynie kampania terran. Jednak stwierdzili, że zarzuty sformułowane przez klientów w związku z podziałem gry wieloosobowej na regiony i brakiem LANu, były prawnie uzasadnione.
9 maja 2015 roku StarCraft II znalazł się na liście 22 najlepszych gier strategicznych na komputery osobiste według amerykańskiego serwisu PCGamesN. Z kolei 2 września 2018 gra znalazła się na #5 miejscu 20 najlepszych gier strategicznych wszech czasów na PC według serwisu Gry-Online. 28 kwietnia 2020 według serwisu The Esports Observer StarCraft II zajął #10 miejsce wśród najbardziej wpływowych gier I kwartału 2020 roku.

### Nagrody
StarCraft II: Wings of Liberty zdobył wiele prestiżowych nagród i tytułów przyznawanych przez serwisy internetowe takie, jak IGN, GameSpot, GameTrailers, 1UP czy Gamasutra oraz organizacje przyznające coroczne nagrody. Najczęściej otrzymywał wyróżnienia w kategoriach najlepsza gra strategiczna, najlepsza gra wieloosobowa oraz najlepsza najlepsza gra PC.
Gra otrzymała łącznie 37 nagród i 25 nominacji:
| Rok                                   | Przyznający nagrodę                              | Nagroda lub tytuł                                                   | Wynik     | Źr.     |
| ------------------------------------- | ------------------------------------------------ | ------------------------------------------------------------------- | --------- | ------- |
| 2010                                  |                                                  |                                                                     |           |         |
| Gameranx                              | Top 10 PC Games of 2010 (#1)                     | –                                                                   | [ 592 ]   |         |
| IGN                                   | PC Game of the Year                              | Wygrana                                                             | [ 593 ]   |         |
| IGN                                   | Best Blockbuster Game (PC)                       | Wygrana                                                             | [ 594 ]   |         |
| IGN                                   | Best Strategy Game (PC)                          | Wygrana                                                             | [ 595 ]   |         |
| IGN                                   | Best Competitive Multiplayer Game                | Wygrana                                                             | [ 596 ]   |         |
| IGN                                   | Most Addictive Game                              | Nominacja                                                           | [ 500 ]   |         |
| IGN                                   | Best Visuals                                     | Nominacja                                                           | [ 500 ]   |         |
| IGN                                   | Best Soundtrack                                  | Nominacja                                                           | [ 500 ]   |         |
| IGN                                   | Most Bang for Your Buck                          | Nominacja                                                           | [ 500 ]   |         |
| GameSpot                              | Best PC Game                                     | Wygrana                                                             | [ 597 ]   |         |
| GameSpot                              | Best Competitive Multiplayer Game                | Wygrana                                                             | [ 598 ]   |         |
| GameSpot                              | Best Implementation of User-Generated Content    | Wygrana                                                             | [ 599 ]   |         |
| GameSpot                              | Best Strategy Game                               | Wygrana                                                             | [ 600 ]   |         |
| GameSpot                              | Game of the Year                                 | Nominacja                                                           | [ 601 ]   |         |
| Gamasutra                             | Best PC Game of 2010                             | –                                                                   | [ 602 ]   |         |
| Gamasutra                             | Top 10 Games of 2010 (#5)                        | –                                                                   | [ 603 ]   |         |
| G4TV                                  | Videogame Deathmatch Winner                      | Wygrana                                                             | [ 604 ]   |         |
| G4TV                                  | Best Strategy Game                               | Wygrana                                                             | [ 605 ]   |         |
| G4TV                                  | Best Multiplayer Game                            | Wygrana                                                             | [ 606 ]   |         |
| G4TV                                  | Game of the Year                                 | Nominacja                                                           | [ 607 ]   |         |
| G4TV                                  | Best Soundtrack                                  | Nominacja                                                           | [ 501 ]   |         |
| Shacknews                             | Best Strategy Game                               | Wygrana                                                             | [ 608 ]   |         |
| Shacknews                             | Best Multiplayer Game                            | Wygrana                                                             | [ 609 ]   |         |
| Shacknews                             | Game of the Year Runner-up                       | Wygrana                                                             | [ 610 ]   |         |
| „Wired”                               | Best Game of 2010                                | –                                                                   | [ 611 ]   |         |
| Giant Bomb                            | Best PC-Only Game                                | Wygrana                                                             | [ 612 ]   |         |
| Giant Bomb                            | Best Competitive Multiplayer                     | Wygrana                                                             | [ 613 ]   |         |
| Giant Bomb                            | Best Ending                                      | Nominacja                                                           | [ 613 ]   |         |
| Giant Bomb                            | Best Multiplatform Game & Game of the Year, 2010 | Nominacja                                                           | [ 614 ]   |         |
| Cheat Code Central                    | Best PC Game of the Year                         | Wygrana                                                             | [ 615 ]   |         |
| Macworld                              | 26th Annual Editors’ Choice Award: Software      | Wygrana                                                             | [ 616 ]   |         |
| „Time”                                | Top 10 Games of 2010 (#9)                        | –                                                                   | [ 617 ]   |         |
| VideoGamer                            | Top PC Games of 2010 (#1)                        | –                                                                   | [ 618 ]   |         |
| GameSpy                               | Multiplayer Game of the Year                     | Nominacja                                                           | [ 619 ]   |         |
| GameSpy                               | Strategy Game of the Year                        | Nominacja                                                           | [ 620 ]   |         |
| GameSpy                               | PC Game of the Year                              | Nominacja                                                           | [ 621 ]   |         |
| Metacritic                            | Best PC Game of 2010 (#2)                        | –                                                                   | [ 622 ]   |         |
| Metacritic                            | Most Discussed PC Game of 2010 (#1)              | –                                                                   | [ 623 ]   |         |
| Metacritic                            | Most Shared PC Game of 2010 (#2)                 | –                                                                   | [ 624 ]   |         |
| GameTrailers                          | Best Strategy Game                               | Wygrana                                                             | [ 625 ]   |         |
| GameTrailers                          | Best Multiplayer Game                            | Wygrana                                                             | [ 626 ]   |         |
| GameTrailers                          | Best Single-Player Campaign                      | Nominacja                                                           | [ 627 ]   |         |
| GameTrailers                          | Best PC Game                                     | Nominacja                                                           | [ 628 ]   |         |
| GameTrailers                          | Best Software Lineup                             | Nominacja                                                           | [ 629 ]   |         |
| GameTrailers                          | Best Trailer                                     | Nominacja                                                           | [ 630 ]   |         |
| GameTrailers                          | Best Graphics                                    | Nominacja                                                           | [ 631 ]   |         |
| GameTrailers                          | 2011                                             | Game of the Year                                                    | Nominacja | [ 632 ] |
| LARA                                  | 2011                                             | Best International Computer Game                                    | Wygrana   | [ 633 ] |
| Akademia Sztuk i Nauk Interaktywnych  | 2011                                             | Strategy/Simulation Game of the Year                                | Wygrana   | [ 634 ] |
| Akademia Sztuk i Nauk Interaktywnych  | 2011                                             | Outstanding Achievement in Online Gameplay                          | Wygrana   | [ 635 ] |
| Akademia Sztuk i Nauk Interaktywnych  | 2011                                             | Outstanding Achievement in Original Music Composition               | Nominacja | [ 636 ] |
| Akademia Sztuk i Nauk Interaktywnych  | 2011                                             | Outstanding Character Performance – Neil Kaplan jako Tychus Findlay | Nominacja | [ 637 ] |
| 1UP                                   | 2011                                             | Best PC Game                                                        | Wygrana   | [ 638 ] |
| 1UP                                   | 2011                                             | Best Strategy Game                                                  | Wygrana   | [ 638 ] |
| „Edge”                                | 2011                                             | Best Online Experience                                              | Wygrana   | [ 639 ] |
| Spike Video Game Awards               | 2011                                             | Best PC Game                                                        | Wygrana   | [ 640 ] |
| Spike Video Game Awards               | 2011                                             | Best Performance by a Human Female – Tricia Helfer jako Kerrigan    | Wygrana   | [ 640 ] |
| Spike Video Game Awards               | 2011                                             | Best Multiplayer Game                                               | Nominacja | [ 641 ] |
| PC Gamer US                           | 2011                                             | Game of the Year                                                    | Wygrana   | [ 642 ] |
| PC Gamer US                           | 2011                                             | Realtime Strategy Game of the Year                                  | Wygrana   | [ 642 ] |
| Golden Joystick Awards                | 2011                                             | Best Strategy Game                                                  | Wygrana   | [ 643 ] |
| Golden Joystick Awards                | 2011                                             | Ultimate Game of the Year                                           | Nominacja | [ 643 ] |
| Visual Effects Society Awards         | 2011                                             | Outstanding Animated Character in a Video Game – Sarah Kerrigan     | Wygrana   | [ 644 ] |
| Visual Effects Society Awards         | 2011                                             | Outstanding Real-Time Visual Effects in a Video Game                | Nominacja | [ 644 ] |
| Game Audio Network Guild              | 2011                                             | Best Cinematic/Cut-Scene Audio                                      | Wygrana   | [ 645 ] |
| Nagroda Brytyjskiej Akademii Filmowej | 2011                                             | Best Strategy Game                                                  | Nominacja | [ 646 ] |
| Nagroda Brytyjskiej Akademii Filmowej | 2011                                             | Best Multiplayer Game                                               | Nominacja | [ 646 ] |

## Profesjonalne współzawodnictwo
StarCraft: Brood War jest najbardziej utytułowaną grą e-sportową na świecie, która posiada własny system rankingowy oraz została uznana za narodowe hobby w Korei Południowej, gdzie znajdują się dwa kanały telewizyjne, poświęcone transmisji profesjonalnych rozgrywek w StarCrafta. Od czasu swojej premiery, StarCraft II stał się sukcesem e-sportowym z dużą liczbą lig i turniejów z nagrodami, osiągającymi nawet 170 000 dolarów. Do tej pory odbyło się wiele turniejów z graczami z całego świata: GomTV SC2 Global League, TeamLiquid StarCraft League, Major League Gaming, Electronic Sport League i North American Star League. StarCraft II stał się również głównym tytułem w dużych rozgrywkach LAN na całym świecie, m.in. Assembly i DreamHack.
Pierwsze duże turnieje w StarCraft II miały miejsce w trakcie beta testów gry, gdzie najbardziej zauważalnymi były HDH Invitational i Day[9]'s King of the Beta. Obecnie największym profesjonalnym turniejem jest GSL (GomTV Star League), który co miesiąc odbywa się w Korei Południowej. Cieszy się on dużym uznaniem sponsorów, dzięki czemu pule nagród osiągają ponad 100 000 dolarów. W dniu 21 lutego 2011 roku został ogłoszony nowy turniej o nazwie North American StarCraft League, który wstępnie zakłada trzy sezony, podczas których będzie do zdobycia pula nagród o łącznej wartości 400 000 dolarów. Pierwszy sezon NASL rozpoczął się 12 kwietnia 2011 roku i uczestniczyło w nim 50 graczy, podzielonych 5 dywizji. Zakończył się 10 lipca 2011 roku, a łączna pula nagród wyniosła 100 000 dolarów.

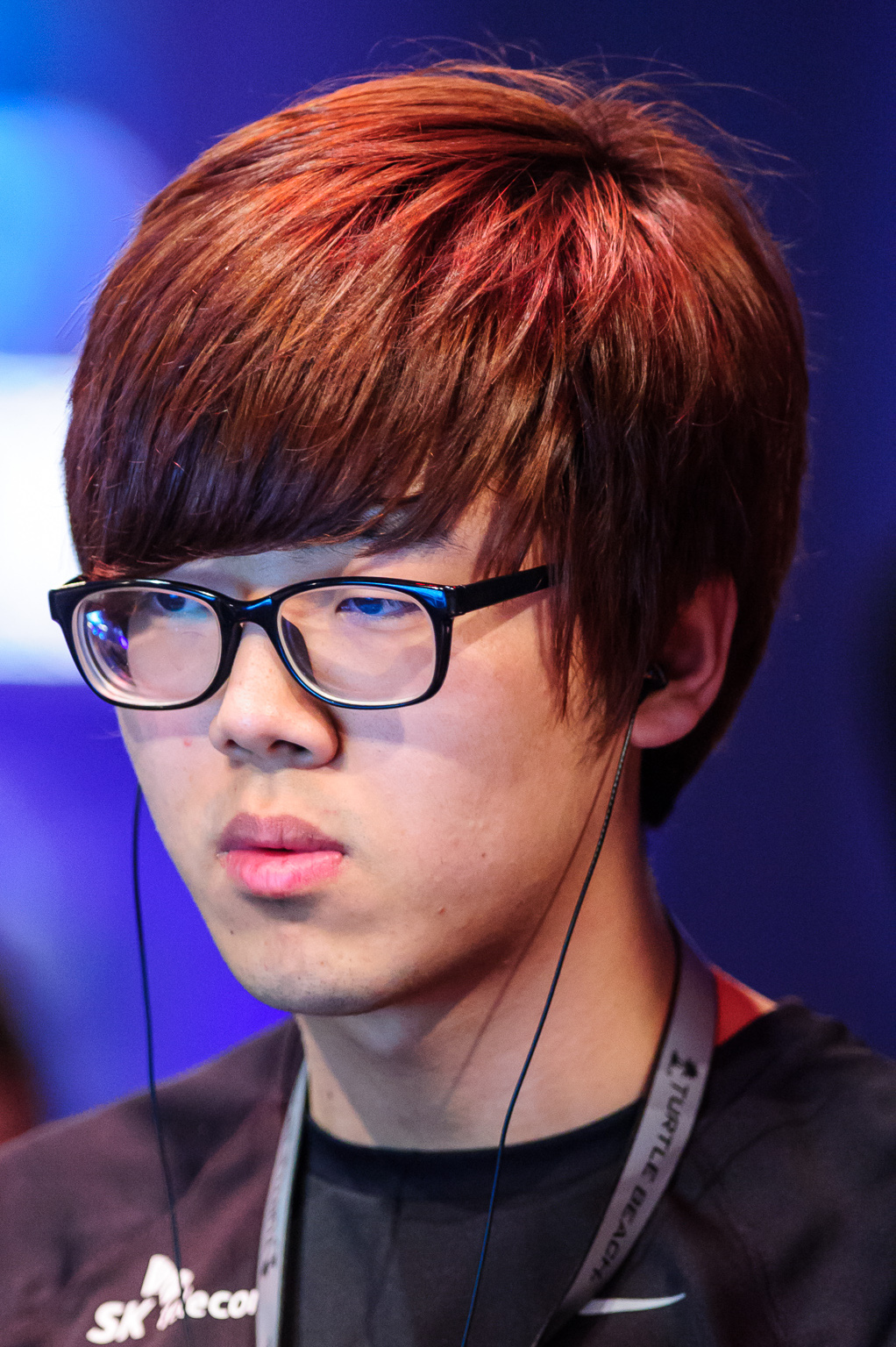
Południowokoreański gracz Won Lee-sak „PartinG”, zwycięzca 2012 StarCraft II World Championship Series

2 maja 2012 roku w Seulu odbyła się konferencja prasowa, w której uczestniczyli przedstawiciele Blizzard Entertainment (Paul Sams i Baek Young-jae), KeSPA (Lee Young-hee), OnGameNet (Hwang Hyung-jun) oraz GOMTV (Bae In-sik). Podczas tego wydarzenia oficjalnie ogłoszono, że KeSPA i OGN będą mogły legalnie prowadzić transmisje rozgrywek StarCraft II na terenie Korei Południowej. Tym samym SCII stał się grą w lidze KeSPA, natomiast liga OGN – Starcraft 2 Individual League wystartowała w okolicach lipca 2012 roku.
W kwietniu 2012 roku Blizzard Entertainment ogłosił rozgrywki StarCraft II World Championship Series (WCS), czyli w sumie ponad 30 turniejów e-sportowych w trybie offline z dużymi pulami nagród. WCS było podzielone na pięć głównych regionów: Amerykę Północną, Amerykę Południową, Europę, Azję oraz Oceanię. W każdym z nich odbywały się kolejno kwalifikacje, finały krajowe i finały regionalne (kontynentalne), które zostały zwieńczone Finałami Mistrzostw Świata w Szanghaju, 17-18 listopada 2012 roku. Pula nagród w turnieju wynosiła łącznie 164 000 dolarów (w tym 100 000 dla zwycięzcy). W finale brało udział 16 graczy, natomiast całe rozgrywki wygrał południowokoreański zawodnik Won Lee-sak „PartinG” z zespołu StarTale, pokonując 4:2 Hyunwoo Janga „Creatora”. W rozgrywkach (polskie finały) brało również udział ośmiu Polaków, lecz tylko dwóch dostało się do finałów europejskich: Artur Bloch „Nerchio” (Team Acer) i Grzegorz Komincz „MaNa” (Mousesports). Jednak tylko „Nerchio” przebrnął przez rozgrywki europejskie i zagrał w wielkim finale, gdzie zakończył grę na fazie grupowej, zajmując 24. miejsce i zdobywając 2500 dolarów.

### Prawne aspekty współpracy
Chociaż istnieje duże zainteresowanie profesjonalną sceną StarCraft II, to istnieje kilka czynników, które mogą mieć negatywny wpływ na rozwijanie się jej jako e-sportu. Po trzech latach negocjacji, Blizzard zdecydował, że Korean e-Sports Players Association (KeSPA) nie była skłonna do współpracy, dotyczącej podziału zysków z gier wieloosobowych StarCraft. Podział ten doprowadził do niepewnej przyszłości w kwestii transmisji przez KeSPA własności intelektualnej Blizzarda, zarówno StarCrafta i StarCrafta II bez płacenia honorariów. Jak dotąd, tylko jeden z dwóch głównych nadawców StarCrafta, MBC Television, zgodził się na nowe warunki Blizzarda.
Blizzard i GomTV podpisały w dniu 26 maja 2010 roku umowę, na podstawie której ten drugi może tworzyć oraz transmitować GomTV SC2 Global League, serię turniejów w Korei Południowej, gdzie każdy ma pulę nagród wynoszącą 170 000 dolarów. Umowa ta jest następnym krokiem do zaprzestania negocjacji z KeSPA, co potwierdza fakt, że Blizzard postanowił obrać inną drogę promowania StarCraft II jako e-sportu w Korei Południowej. Organizacja non-profit Public Knowledge wystosowała następujące oświadczenie, dotyczące problemu:

Warunki korzystania z serwisu Battle.net stwierdzają, że jest to naruszenie umowy oraz naruszenie praw autorskich firmy Blizzard odnośnie tej gry, aby używać tego serwisu do jakichkolwiek „e-sportów” lub konkurencji grupowych sponsorowanych, promowanych lub organizowanych przez podmioty komercyjne lub non-profit bez uprzedniej pisemnej zgody firmy Blizzard.

Ostatecznie 2 maja 2012 roku KeSPA otrzymała licencję od Blizzarda na emitowanie razem z OnGameNet rozgrywek sieciowych w StarCraft II na terenie Korei Południowej.

### Battle.net 2.0 i gra LAN
StarCraft II nie daje bezpośredniej możliwości gry przez sieć lokalną (LAN), ponieważ wszystkie rozgrywki sieciowe odbywają się za pośrednictwem serwerów Blizzarda. Wcześniej obawiano się, że profesjonalna scena nie powstanie na skutek tego. Powodem tego były często występujące opóźnienia podczas gier online. LAN znacznie zmniejszałby te opóźnienia i pozwalałby na większą kontrolę wszystkich jednostek w grze. Jeszcze przed wydaniem gry ponad 250 tys. fanów podpisało petycję z prośbą do Blizzarda o dodanie LAN-u w StarCraft II. Jednak ostatecznie przedstawiciele dewelopera stwierdzili, że nie mają planów wprowadzenia i rozwijania sieci LAN w grze.
Brak LAN-u spowodował m.in. problemy w 2010 roku podczas głównego turnieju Major League Gaming w Dallas, w Teksasie, gdzie wystąpiły poważne opóźnienia i problemy z Battle.net 2.0. Inny ważny problem z platformą wystąpił podczas własnego turnieju Blizzarda, GSL World Championship Team League w marcu 2011 roku, gdzie jeden gracz został wyrzucony z gry i musiał rozpocząć ją od nowa. Natomiast w kwietniu 2011 podczas Major League Gaming w Dallas doświadczono „przewlekłych problemów z lagami, nękającymi Battle.net cały dzień, czyniąc wiele gier trudnymi do grania i prawie nienadającymi się do oglądania”.
Mimo że rozgrywki wieloosobowe nadal odbywają się poprzez serwery Blizzarda, to deweloper wraz z wydaniem patcha o numerku 2.0.4 wprowadził do gry funkcję „gracze blisko ciebie”, która pomaga w organizacji gier w sieci lokalnej. Pozwala ona zidentyfikować graczy, znajdujących się w najbliższym otoczeniu, co ułatwia organizację wspólnych gier oraz kontakt pomiędzy graczami.

### Przeciwdziałanie nieuczciwym praktykom
Blizzard co jakiś czas szuka i kara nieuczciwych graczy, używających różnych programów cheaterskich, maphacków czy trainerów. W wyniku tego wiele kont na Battle.net jest banowanych – permanetnie bądź tymczasowo – z powodu oszukiwania podczas gry jednoosobowej i wieloosobowej. Do tej pory przeprowadzono – oficjalnie – dziesięć tzw. „rund banów”. Miały one miejsce odpowiednio: 1 października 2010, kiedy zostało zablokowanych tymczasowo ponad 5000 kont, 1 grudnia 2010, 23 lutego i 26 kwietnia 2011, 12 lipca 2012, 11 lipca, 19 września i 2 grudnia 2013 oraz 9 kwietnia, 29 lipca i 16 września 2015 roku.
Blizzard przewiduje również sankcje dla graczy zamieszanych w ustawianie i „celowe przegrywanie meczów oraz automatyzowanie rozgrywki w StarCraft II”. Takowy proceder może skutkować zawieszeniem konta, pozbawianiem osiągnięć i portretów zdobytych podczas gry lub w ostateczności trwałym banem.
W maju 2014 roku Blizzard złożył pozew sądowy przeciw grupie hakerów odpowiedzialnych za stworzenie moda do StarCrafta II o nazwie ValiantChaos MapHack, oskarżając ich o łamanie praw autorskich i licencji gry. Mod był udostępniany za 62,5 dolara w ramach dobrowolnej „dotacji”, dającej dostęp do zamkniętego forum. Jak podano modyfikacja w znaczny sposób ułatwiała rozgrywkę m.in. pokazywała niewidzialne jednostki, ujawniała, nad czym pracuje przeciwnik oraz automatyzowała wiele rzeczy. Mimo że tożsamość autorów moda pozostaje nieznana, to firma wnioskowała o wydanie zakazu jego dystrybucji oraz domagała się zadośćuczynienia za wyrządzone szkody finansowe.
Z kolei w lipcu 2014 deweloper poinformował, że do systemu raportowania graczy doszedł nowy system wykrywający nielegalne oprogramowanie wykorzystywane w grach. W wyniku tego konta nieuczciwych graczy są blokowane falami, aby „utrudnić oszustom zorientowanie się w tym, który z programów został wykryty”.

## Przyszłość
W marcu 2015 roku przedstawiciel Blizzarda zapowiedział, że trylogia StarCraft II zakończy historię rozpoczętą w StarCraft, jednak nie będzie to koniec tego uniwersum. Stwierdził wówczas, że „StarCraft będzie istniał jako uniwersum. Mamy nadzieję wykorzystać inne aspekty tego świata”. Z kolei w sierpniu 2015 producent Legacy of the Void Tim Morten w wywiadzie dla IGN nt. potencjalnego StarCrafta III powiedział, że „kolejna gra w tym uniwersum – choć z zupełnie nowymi bohaterami – ma ogromny potencjał”. Dodał również, że kolejną grą po LotV może być nowy Warcraft, StarCraft lub całkiem nowy pomysł. W listopadzie 2015 główny projektant Matt Morris zasugerował, że historie z uniwersum SCII będą opowiadane poza trylogią gier. Na BlizzCon 2015 podano, że wówczas nie było żadnych planów na StarCrafta III; główny projektant poziomów Jason Huck stwierdził: „Jesteśmy skupieni na tym, nad czym teraz pracujemy, że tak naprawdę nie zaczęliśmy myśleć o StarCraft III, ale wszystko jest na to gotowe, gdy nadejdzie czas”.
Podczas BlizzConu 2019 w wywiadzie dla PC Gamer dyrektor produkcji Tim Morten wypowiedział się na temat StarCrafta III, którego bardzo chciałby stworzyć; powiedział jednak, że „najlepszym sposobem, aby dowiedzieć się o naszej przyszłości, jest wiadomość od graczy. Myślę więc, że jeśli zainteresuje Cię zobaczenie większej liczby gier RTS, wysłanie tej wiadomości do Blizzarda byłoby wspaniałą rzeczą. (...) Sądzę, że przyszłość niesie ze sobą ogromne możliwości, musimy jednak poczekać by przekonać się, co ze sobą przyniesie”.
W październiku 2020 roku dziennikarz Jason Schreier stwierdził, żę pracownicy Blizzarda chcieli stworzyć nową grę RTS, jednak nie dostali zielonego światła. Jak stwierdził Tim Morten w wywiadzie dla VentureBeat, firma nie wydaje się już być zainteresowana gatunkiem RTS-ów i woli inwestować w marki takie, jak Overwatch, Diablo czy World of Warcraft. W związku z tym wielu pracowników pracujących nad StarCraft odeszło z firmy, m.in. Tim Morten, Tim Campbell i paru innych założyło Frost Giant Studios, a Dustin Browder i Chris Sigaty przeszli do Dreamhaven założonego przez Mike'a Morhaime'a. Od listopada 2020 roku StarCraft nie znajdował się wśród sześciu głównych franczyz Activision Blizzard. W tym samym miesiącu ogłoszono także, że Activision Blizzard chce przenieść wszystkie swoje franczyzy na urządzenia mobilne.
W listopadzie 2022 roku Phil Spencer z Microsoft wyraził zainteresowanie przywróceniem własności intelektualnej, w tym StarCrafta, w związku z planowanym zakupem Activision Blizzard przez Microsoft. Wcześniej w tym roku stwierdził, że Microsoft zamierza rozmawiać ze studiami Activision Blizzard o ożywieniu ich starych franczyz. W czerwcu 2023 roku prezes Blizzarda Mike Ybarra w rozmowie z jednym ze streamerów na Twitterze stwierdził, że: „Zgadzam się, [StarCraft] ma niesamowity potencjał i wciąż jest jedną z najlepszych istniejących marek”. Wcześniej też wyrażał poparcie dla tej marki.
W lipcu 2023 roku Jez Corden (redaktor naczelny serwisu Windows Central) stwierdził, że StarCraft III znajduje się w fazie rozwoju. Było to częścią interakcji na Twitterze, gdzie w odniesieniu do planowanego zakupu Activision Blizzard przez Microsoft stwierdził, że „[Microsoft] nie będzie musiał wskrzeszać StarCrafta”. Zapytany przez innego użytkownika, czy StarCraft III jest w fazie rozwoju, Corden po prostu odpowiedział „tak”. Zapytany, czy wie coś jeszcze, Corden ponownie odpowiedział „tak”. Po tym, jak jego komentarze zostały zgłoszone przez różne media, Corden stwierdził: „Cofam się trochę z [wcześniejszymi komentarzami]. Nie używaj pijanych źródeł!!! Lmao. Ale franczyza nie jest martwa, ujmę to w ten sposób”.
W wywiadzie przeprowadzonym we wrześniu 2023 roku wiceprezes korporacyjny Xboksa Sarah Bond powiedziała, że w kontekście planowanego zakupu Activision Blizzard przez Microsoft, StarCraft był jedną z marek, o które Microsoft najczęściej prosił. Stwierdziła: „Fajnie będzie zobaczyć, czy uda nam się coś z tym zrobić w przyszłości”. W wywiadzie z listopada 2023 roku na temat ożywienia własności intelektualnej prezes Mike Ybarra stwierdził, że: „To nie tak, że mówię: «Idź, zrób StarCrafta». Potrzebuję kogoś, kto ma wizję i pasję związaną z tym pomysłem, na który mogę postawić”. Dodał również, że StarCraft nie jest zaliczany do większych franczyz Activision Blizzard, ale jest otwarty na możliwy powrót tej marki. Zasugerował, że następna iteracja może dotyczyć innego gatunku niż strategia czasu rzeczywistego. Ponadto za czasów Bobby'ego Koticka jako dyrektora generalnego odeszło z Blizzarda wielu pracowników z doświadczeniem w robieniu gier RTS. Stwierdzono, że większe zespoły programistów Blizzarda nadal będą skupiać się na Diablo, Overwatch i World of Warcraft, ale firma jest otwarta na pracę nad „mniej mainstreamowymi projektami”.
W marcu 2025 roku doniesiono, że cztery południowokoreańskie firmy produkujące gry rywalizowały o opracowanie nowych gier opartych na własności intelektualnej StarCraft i zabezpieczenie globalnych praw wydawniczych. Cztery firmy, w tym NCsoft, Nexon, Netmarble i Krafton, wysłały przedstawicieli do siedziby Blizzarda, aby wygłosili prezentacje. Pod koniec kwietnia 2025 roku poinformowano, że spośród wyżej wymienionych firm Nexon został wybrany jako preferowany oferent i rozpoczął negocjacje z Blizzardem w sprawie współpracy nad StarCraft. Podano także, że powyższa rywalizacja rozpoczęła się w IV kwartale 2024 roku, a Blizzard przedstawił ofertę wykorzystania markiStarCraft jako oferty pakietowej z Overwatch Mobile. Chociaż szczegóły nie były jasne, istniały pewne dowody na to, że rozważano StarCraft III, ale problemem było to, że trudno byłoby stworzyć grę RTS, która mogłaby przewyższyć StarCraft II. Rozważano także stworzenie gry mobilnej typu MOBA i TCG, ale oceniono, że w tego typu grach „trudno byłoby zmaksymalizować moc własności intelektualnej [StarCraft]”. Według doniesień Nexon ma pełną swobodę w kwestii gatunku gry.